# باشگاه فوتبال سپاهان
باشگاه فوتبال سپاهان با نام رسمی باشگاه فوتبال فولاد مبارکه سپاهان اصفهان یک باشگاه فوتبال حرفه‌ای در ایران است که در سال ۱۳۳۲ در شهر اصفهان بنیان‌گذاری شده است. باشگاه سپاهان یکی از پرطرفدارترین تیم‌های باشگاهی در فوتبال ایران می‌باشد. این باشگاه هم‌اکنون در لیگ برتر خلیج فارس بازی می‌کند. مالک این باشگاه در حال حاضر، شرکت فولاد مبارکه اصفهان است.
باشگاه فوتبال سپاهان از ابتدای بنیان‌گذاری خود موفق به کسب ۳۰ جام رسمی و کشوری و مجموعاً ۳۲ جام رسمی و غیررسمی در طول تاریخ خود از ابتدا تاکنون شده است و پس از استقلال وپرسپولیس سومین باشگاه پرافتخار تاریخ فوتبال ایران محسوب می‌شود.
مالک این باشگاه پیش از انقلاب محمود حریری بود. باشگاه فوتبال سپاهان با کسب پنج مقام قهرمانی در دوره‌های دوم، نهم، دهم، یازدهم و چهاردهم و کسب پنج مقام نایب قهرمانی در دوره‌های هفتم، هجدهم، بیستم، بیست و دوم و بیست و چهارم جزو تیم‌های پرافتخار در مسابقات لیگ برتر خلیج فارس به حساب می‌آید و همچنین اولین تیم ایرانی است که به فینال لیگ قهرمانان آسیا رسیده و تنها تیمی از ایران است که به مسابقات جام باشگاه‌های جهان در سال ۲۰۰۷ میلادی راه یافته است. سپاهان پرافتخارترین تیم دههٔ ۱۳۸۰ فوتبال ایران و نخستین تیم غیر تهرانی فاتح لیگ برتر کشور و اولین باشگاهی در تاریخ لیگ فوتبال ایران است که توانست در فصل ۹۱–۱۳۹۰ برای سومین دورهٔ پی‌درپی قهرمان لیگ برتر شود. همچنین نخستین باشگاه در تاریخ لیگ فوتبال ایران بوده که توانسته در دو دوره پیایی قهرمان جام حذفی فوتبال ایران شود. سپاهان همچنین با پنج قهرمانی در جام حذفی، یکی از تیم‌های پرافتخار این جام به حساب می‌آید.
از مهم‌ترین افتخارات باشگاه فوتبال سپاهان می‌توان به ۵ قهرمانی و ۵ نایب قهرمانی لیگ برتر ایران، ۵ قهرمانی جام حذفی فوتبال ایران، ۱ قهرمانی و ۱ نایب قهرمانی جام قهرمانی ایران، ۱ قهرمانی سوپر جام فوتبال ایران، ۱ نایب قهرمانی لیگ قهرمانان فوتبال آسیا، ۱ قهرمانی و ۱ نایب قهرمانی لیگ دسته دوم فوتبال ایران، ۱۴ قهرمانی در مسابقات قهرمانی باشگاه‌های اصفهان،‌ ۳ قهرمانی و ۱ نایب قهرمانی در لیگ فوتبال استان اصفهان و همچنین یک عنوان پنجمی جام باشگاه‌های فوتبال جهان اشاره کرد.
سپاهان به پشتوانهٔ مالی محکم و استوار شرکت فولاد مبارکه اصفهان در ایران به عنوان باشگاهی با ثبات، ساختار حرفه‌ای، سازماندهی مناسب، منظم و اصولی شناخته می‌شود.

## پیشینه

### دهه ۱۳۳۰ و ۱۳۴۰

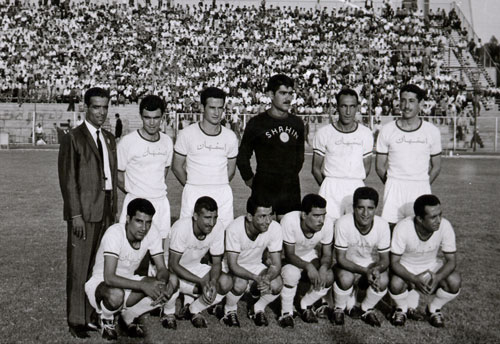
تیم شاهین اصفهان – ۱۳۴۲

این باشگاه در اواخر مهر ماه سال ۱۳۳۲ توسط محمود حریری بازیکن تیم ملی فوتبال ایران و شاهین تهران تأسیس شد.
در اواخر دهه ۲۰ شمسی، محمود حریری تصمیم گرفت تا با الهام از شاهین تهران که در آن عضویت داشت، شاهین اصفهان را بنا بگذارد. شاهین حریری فرزند محمود حریری دلیل این تصمیم پدر را انحراف شاهین تهران از مسیر اصلی می‌دانست، او بالاخره موفق شد در سال ۱۳۳۲ دفتر شاهین اصفهان را در خیابان کمال اسماعیل اصفهان تأسیس کند.هرچند مسعود تابش آغاز فعالیت غیررسمی باشگاه را پنج سال زودتر و از سال ۱۳۲۷ بیان کرده و می‌افزاید: "سال تأسیس شاهین اصفهان ۱۳۳۲ بود، اما عملاً از سال ۱۳۲۷–۲۸ نیز باشگاه شاهین فعالیت داشت که منتها به صورت رسمی نبوده است. ".
ابتدا نام باشگاه «شاهین» انتخاب شد چون شعبه‌ای از باشگاه فوتبال شاهین تهران بود و با الگوبرداری از این باشگاه بنیان‌گذاری شده بود. شاهین اصفهان از سال ۱۳۳۹ تا ۱۳۴۲ همواره تیم اول استان اصفهان بود. این تیم در سال ۱۳۴۲ به عنوان نمایندهٔ اصفهان و در قالب تیم منتخب اصفهان جهت شرکت در مسابقات جام قهرمانی فوتبال ایران به تهران آمد و بعد از تساوی ۱–۱ با تیم منتخب تهران حائز مقام دوم شد اما بر حسب قوانین، تیم تهران به‌عنوان میزبان و بهره بردن از تمامی ستارگان تیم ملی از جدول مسابقات کنار رفت تا اصفهان به‌عنوان قهرمان فوتبال کشور شناخته شود. در تیر ماه سال ۱۳۴۶ باشگاه شاهین تهران منحل شد و شاهین اصفهان برای جلوگیری از انحلال مجبور به تغییر نام شد و نام «سپاهان» را که از نام‌های قدیمی شهر اصفهان بود برگزید و تا سال ۱۳۵۰ چهارده بار قهرمان باشگاه‌های اصفهان شد.

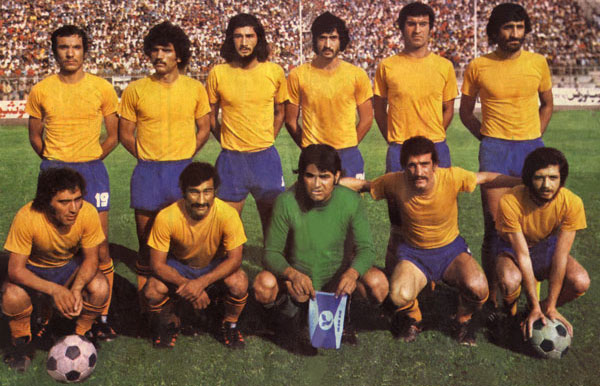
بازیکنان سپاهان در بازی مقابل هما در جام تخت جمشید – ۱۳۵۳

### دهه ۱۳۵۰
این تیم در سال ۱۳۵۰ به عنوان نمایندهٔ اصفهان در مسابقات انتخابی لیگ شرکت کرد. پس از غلبه بر استقلال اهواز توانست جواز صعود به جام منطقه‌ای ایران ۱۳۵۰ که بالاترین سطح لیگ فوتبال ایران در آن سال بود را کسب کند و در میان هشت تیم این لیگ، پنجم شد. در سال ۱۳۵۱ عازم اولین سفر خارجی شد و در تورنمنت چلنج‌شیپ هند به مقام نایب قهرمانی رسید. برای شرکت در لیگ تخت جمشید، تیم ذوب‌آهن اصفهان به دلیل برخورداری از امکانات بیشتر برای این لیگ انتخاب گردید و آن‌ها مجبور به حضور در لیگ دو شدند و در نهایت قهرمان لیگ دو شدند و وارد مسابقات جام تخت جمشید شدند. آن‌ها در چهار دورهٔ متوالی (۱۳۵۳، ۱۳۵۴، ۱۳۵۵ و ۱۳۵۶) در جام تخت جمشید حضور داشتند. اولین مسابقهٔ سپاهان در جام تخت جمشید، در هفتهٔ اول جام تخت جمشید ۱۳۵۳ در تاریخ ۱۷ اسفند ۱۳۵۲ مقابل تیم آب و برق خوزستان در اصفهان و در حضور حدود هفت هزار تماشاگر انجام شد که با نتیجهٔ صفر بر صفر به تساوی انجامید. آخرین مسابقهٔ سپاهان در جام تخت جمشید در هفتهٔ سی‌ام جام تخت جمشید ۱۳۵۶ در تاریخ ۶ بهمن ۱۳۵۶ مقابل تیم تاج تهران در ورزشگاه امجدیه تهران و در حضور بیش از پانزده هزار تماشاگر به انجام رسید که با نتیجهٔ یک بر صفر به سود سپاهان خاتمه یافت.

تیم فولاد مبارکه سپاهان – ۱۳۷۹

### دهه ۱۳۶۰ و ۱۳۷۰
در جریان جنگ ایران و عراق، چهارتن از بازیکنان وقت باشگاه سپاهان به نام‌های حسن غازی (کاپیتان سپاهان)، حسین ملاافضل، محمدسعید هاشمی ده‌چی و سعید معینی کربکندی کشته شدند.
در سال ۱۳۶۱، محمود حریری امتیاز باشگاه سپاهان را به مسعود تابش واگذار کرد. در دههٔ ۱۳۶۰ زیر سایهٔ تیم تازه ظهور کردهٔ تام اصفهان بودند و در این مدت مسعود تابش رهبری تیم را به عهده داشت که موفق می‌شود سپاهان را ۳ بار به مقام قهرمانی لیگ فوتبال استان اصفهان برساند. با شروع مسابقات لیگ آن‌ها یکی از تیم‌های همیشه حاضر در لیگ بودند. فعالیت‌های فرهنگی، ورزشی باشگاه تا اواخر سال ۱۳۷۱ ادامه داشت تا اینکه به دلیل شرایط اقتصادی به‌وجود آمده و با در نظر گرفتن مصالح باشگاه که در اصل بر حفظ نام سپاهان بود، از اوایل سال ۱۳۷۲ این باشگاه تحت حمایت و مدیریت کارخانه سیمان سپاهان قرار گرفت و با نام باشگاه فرهنگی ورزشی «سیمان سپاهان» به فعالیت خود ادامه داد. در این سال‌ها کارخانه سیمان سپاهان حمایت مالی از تیم را به عهده گرفت و تا سال ۱۳۷۹ این حمایت ادامه یافت. تغییر شرایط اقتصادی کشور و عرضه شدن سهام کارخانه سیمان سپاهان در بورس سهام و عدم تمایل سهام‌داران جدید این کارخانه به باشگاه‌داری سبب گردید تا در تابستان سال ۱۳۷۹ امتیاز باشگاه به مجتمع فولاد مبارکه واگذار گردد و نام باشگاه به «فولاد مبارکه سپاهان» تغییر کرد.

### دهه ۱۳۸۰
تیم سپاهان اولین دورهٔ لیگ برتر (۸۱–۱۳۸۰) را با مربیگری استانکو پوکله‌پوویچ آغاز کرد. استانکو اولین مربی سپاهان در لیگ برتر و همچنین اولین مربی خارجی این تیم در این مسابقات محسوب می‌شود. این مربی پس از زدراکو رایکوف، دومین مربی خارجی تاریخ سپاهان به حساب می‌آید.
در دههٔ ۱۳۸۰، محمدرضا ساکت بین سال‌های ۱۳۸۱ تا ۱۳۹۰ مدیرعامل باثبات باشگاه فولاد مبارکه سپاهان بود.
این تیم در دومین دورهٔ لیگ برتر (۸۲–۱۳۸۱) با مربی‌گری فرهاد کاظمی در پنجاهمین سال تأسیس خود و به عنوان اولین تیم غیر تهرانی در تاریخ لیگ فوتبال ایران، قهرمان لیگ برتر شد. این قهرمانی به‌طور زودهنگام و یک ماه پیش از پایان فصل برای سپاهان حاصل و قطعی شد.
سپاهان در سال ۱۳۸۶ با توجه عملکرد و نتایج در مسابقات لیگ برتر، قهرمانی در جام حذفی، نایب قهرمانی در لیگ قهرمانان آسیا و حضور در جام باشگاه‌های جهان موفق شد در رده‌بندی فدراسیون بین‌المللی تاریخ و آمار فوتبال تا رتبهٔ ۵۵ برترین باشگاه‌های فوتبال دنیا و رتبهٔ اول آسیا پیش برود.
تیم سپاهان در هفتمین دورهٔ لیگ برتر (۸۷–۱۳۸۶) با پشت سر گذاشتن مشکلات عدیده‌ای از جمله کسر ۳ امتیاز و اجرای حکم انجام ۲ ماه بازی‌های خانگی در خارج از خانه و ۱ ماه انجام بازی‌های خانگی بدون تماشاگر، تا آخرین ثانیه‌های اتمام لیگ، قهرمان هفتمین دوره این بازی‌ها بود که این عنوان را در دقیقهٔ ۹۶ بازی با پرسپولیس تهران با نتیجهٔ ۱–۲ واگذار و به عنوان نایب قهرمان لیگ هفتم شناخته شد.
سپاهان در نهمین دورهٔ لیگ برتر (۸۹–۱۳۸۸)، با هدایت امیر قلعه‌نویی با اقتدار و به‌طور زودهنگام به عنوان قهرمانی دست یافت.
یک سال بعد و در دهمین دورهٔ لیگ برتر (۹۰–۱۳۸۹) باز هم با مربی‌گری امیر قلعه‌نویی این بار هم تیم سپاهان بود که توانست قهرمانی زودهنگامی را به‌دست‌آورد و اولین تیمی باشد که توانسته است دو دورهٔ متوالی قهرمان لیگ برتر ایران شود. علاوه بر جام قهرمانی دهمین دورهٔ لیگ برتر، جام قهرمانی دائمی مسابقات لیگ برتر به دلیل ثبت رکورد سه قهرمانی در این مسابقات به سپاهان اهدا شد.
این قهرمانی که سومین قهرمانی سپاهان در لیگ برتر بود، این تیم را تبدیل به پرافتخارترین تیم لیگ برتر فوتبال ایران کرد.
سپاهان اولین تیمی است که موفق شده دو دورهٔ پیاپی، قهرمان جام حذفی فوتبال ایران شود. این تیم در فصل‌های ۸۳–۱۳۸۲، ۸۵–۱۳۸۴ و ۸۶–۱۳۸۵ با غلبه بر تیم‌های استقلال، پرسپولیس و صبا باتری در فینال توانست قهرمان جام حذفی شود، که بدین ترتیب پرافتخارترین تیم دههٔ ۱۳۸۰ فوتبال ایران به حساب می‌آید. سپاهان همچنین بر اساس اعلام فدراسیون بین‌المللی تاریخ و آمار فوتبال، به عنوان بهترین تیم فوتبال ایرانی دههٔ نخست قرن بیست و یکم نیز انتخاب شد.

### دهه ۱۳۹۰
سپاهان فصل ۹۱–۱۳۹۰ لیگ برتر را با هدایت لوکا بوناچیچ آغاز کرد. بوناچیچ در ۹ هفتهٔ ابتدایی لیگ، به عنوان سرمربی در این باشگاه فعالیت می‌کرد. پس از آن، کریم قنبری دستیار بوناچیچ در سپاهان، به عنوان سرمربی موقت انتخاب شد و سه بازی در لیگ و یک بازی در جام حذفی هدایت تیم سپاهان را عهده‌دار بود تا اینکه زلاتکو کرانچار به‌طور رسمی به عنوان سرمربی سپاهان برگزیده شد و از هفتهٔ سیزدهم لیگ، کار خود را در این باشگاه آغاز کرد. سپاهان در این فصل، برای سومین سال متوالی و چهارمین بار در لیگ برتر به مقام قهرمانی نیز دست یافت. با این سه قهرمانی پیاپی، سپاهان اولین باشگاهی در تاریخ لیگ فوتبال ایران نام گرفت که توانسته سه دورهٔ متوالی به مقام قهرمانی دست پیدا کند. این سه قهرمانی متوالی سپاهان در لیگ برتر، به «هتریک قهرمانی» معروف شد.

بازیکنان تیم‌های فوتبال سپاهان اصفهان و مس سرچشمه در آخرین بازی فصل ۹۱–۱۳۹۰ (هفتهٔ سی‌وچهارم) لیگ برتر در ورزشگاه فولادشهر. در پایان این بازی، تیم سپاهان موفق به کسب سومین قهرمانی متوالی و چهارمین قهرمانی خود در مسابقات لیگ برتر شد.

سپاهان در فصل بعدی موفق به کسب مقام قهرمانی در جام حذفی ۹۲–۱۳۹۱ شد تا برای چهارمین سال پیاپی موفق به کسب جام شده باشد و تعداد قهرمانی‌های خود در جام حذفی را به عدد چهار برساند.
تیم سپاهان در فصل ۹۴–۱۳۹۳، برای پنجمین بار به مقام قهرمانی در لیگ برتر دست یافت. در این فصل زلاتکو کرانچار تا پایان هفتهٔ هفتم هدایت تیم سپاهان را بر عهده داشت و سپس حسین فرکی هدایت این تیم را بر عهده گرفت و موفق شد سپاهان را به پنجمین قهرمانی خود در لیگ برتر برساند.

## تغییر نام از شاهین به سپاهان
در تاریخ ۲۰ تیر سال ۱۳۴۶ و در اوج دوران ورزشی باشگاه‌های شاهین در سراسر کشور، منوچهر قراگزلو، رئیس وقت سازمان تربیت بدنی در پرونده‌ای عجیب که هیچ‌گاه پرده از آن برداشته نشد، دستور انحلال تمامی تیم‌های شاهین در اقصی نقاط ایران را صادر می‌کند. پس از این اتفاق بسیاری از باشگاه‌های شاهین در کشور برای همیشه منحل و از قاب تاریخ کنار رفتند اما محمود حریری و شاهین اصفهان تصمیم دیگری می‌گیرند.
آن‌ها با تغییر نام، ادامه راه باشگاه خود را حفظ کرده تا با همان فرمول، در ظاهری جدید متولد شوند. تصمیمی هوشمندانه که باعث شد تا حالا این تیم پس از استقلال (تاج سابق)، قدیمی‌ترین تیم تاریخ لیگ برتر ایران لقب گیرد.
به همین منظور جلساتی در باشگاه شاهین برگزار شد که در نهایت محمود حریری نام «سپاهان» را برای باشگاه برمی‌گزیند. مسعود تابش ماجرا تغییر نام شاهین به سپاهان را اینگونه نقل می‌کند: «در جلساتی که داشتیم، آقای حریری نام سپاهان را برای ادامه کار شاهین اصفهان انتخاب کردند که نام شهر و خطه خودمان بود و علاوه بر آن، اسمی با مسمی و تک سیلابی بود که به راحتی در زبان می‌چرخید.»

## حضور در فینال لیگ قهرمانان آسیا
سپاهان از ایران و اوراوا رد دایموندز از ژاپن با از پیش رو برداشتن حریفان به فینال مسابقات لیگ قهرمانان آسیا ۲۰۰۷ رسیدند.
تیم فوتبال سپاهان، در تاریخ ۱۶ آبان ۱۳۸۶ و در دور رفت مسابقه فینال لیگ قهرمانان آسیا، در ورزشگاه فولادشهر اصفهان با مربیگری لوکا بوناچیچ به مصاف تیم فوتبال اوراوا رد ژاپن رفت که این دیدار با تساوی ۱–۱ پایان یافت. گل تیم سپاهان توسط محمود کریمی در دقیقهٔ ۴۷ به ثمر رسید.

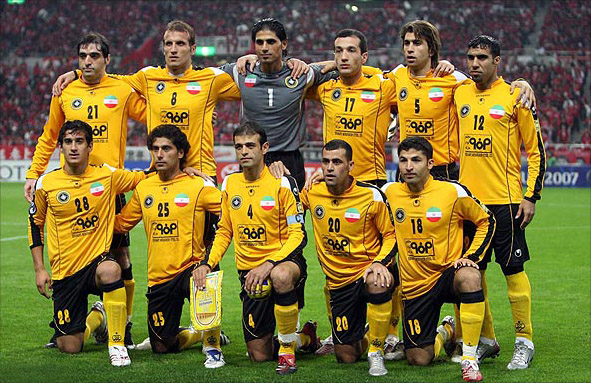
عکس تیمی سپاهان در دیدار بازی برگشت فینال لیگ قهرمانان آسیا

مسابقهٔ برگشت دو تیم اوراوا رد ژاپن و سپاهان ایران در روز ۲۳ آبان ۱۳۸۶ به میزبانی تیم ژاپنی و در ورزشگاه سایتاما برگزار شد. سپاهان که در مرحلهٔ یک چهارم نهایی این دوره از مسابقات، تیم ژاپنی کاوازاکی فرونتال را از پیش رو برداشته بود، این بار حریف دیگر تیم ژاپنی نشد و تیم فوتبال اوراوا رد با نتیجهٔ ۰–۲ به پیروزی رسید و تا با کسب نتیجهٔ ۱–۳ در مجموع دو بازی رفت و برگشت، به مقام قهرمانی لیگ قهرمانان آسیا ۲۰۰۷ دست یابد. بدین ترتیب تیم فوتبال سپاهان ایران با قبول این شکست، به مقام نایب قهرمانی لیگ قهرمانان آسیا ۲۰۰۷ رضایت داد.

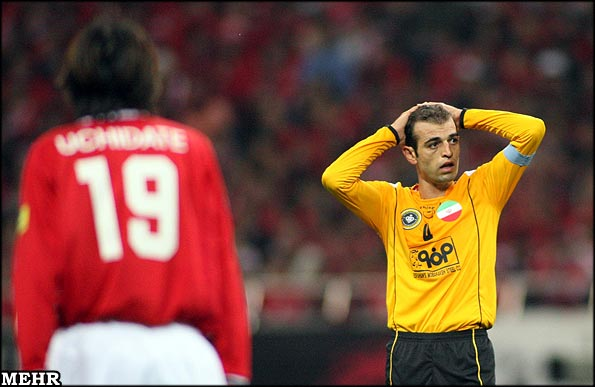
دیدار فینال لیگ قهرمانان آسیا بین باشگاه سپاهان اصفهان و اوراوا رد دایاموندز در ژاپن، ۲۳ آبان ۱۳۸۶

## حضور در جام باشگاه‌های جهان
تیم فوتبال فولاد مبارکه سپاهان با حضور در فینال مسابقات لیگ قهرمانان آسیا در سال ۲۰۰۷ میلادی مجوز حضور در مسابقات جام باشگاه‌های جهان را دریافت کرد. این تیم به عنوان اولین تیم ایرانی در این مسابقات که در ژاپن برگزار شد، شرکت کرد. با توجه به میزبانی ژاپن در مسابقات جام باشگاه‌های جهان ۲۰۰۷ و حضور تیم ژاپنی (اوراوا رد دایموندز) در فینال لیگ قهرمانان آسیا ۲۰۰۷ به دلیل حضور قطعی و مستقیم یک تیم از کشور میزبان، سپاهان موفق شد با وجود نایب قهرمانی در لیگ قهرمانان آسیا، به مسابقات جام باشگاه‌های جهان راه پیدا کند.

سپاهان سال ۲۰۰۷

سپاهان در دیدار اول خود در بازی پلی‌آف جام باشگاه‌های جهان ۲۰۰۷ در تاریخ ۱۶ آذر ۱۳۸۶ و در ورزشگاه ملی المپیک توکیو به مصاف ویتاکر یونایتد نیوزیلند، قهرمان لیگ قهرمانان اقیانوسیه رفت. در این مسابقه، تیم سپاهان با گلزنی بازیکنان عراقی خود، قهرمان قارهٔ اقیانوسیه را با نتیجهٔ سه بر یک شکست داد. عماد رضا در دقایق ۳ و ۴ و عبدالوهاب ابوالهیل در دقیقهٔ ۴۷ گل‌های سپاهان را به ثمر رساندند.
سپاهان در دومین دیدار خود در تاریخ ۱۹ آذر ۱۳۸۶ و در ورزشگاه تویوتا مقابل تیم اوراوا رد ژاپن که ماه قبل در فینال لیگ قهرمانان آسیا ۲۰۰۷ با این تیم روبه‌رو شده بود، قرار گرفت. سپاهان در این دیدار از مرحلهٔ یک چهارم نهایی، با نتیجهٔ سه بر یک مقابل این تیم ژاپنی شکست خورد و از رویارویی با تیم آ.ث. میلان ایتالیا در مرحلهٔ نیمه نهایی این مسابقات بازماند. تک گل سپاهان به وسیلهٔ محمود کریمی در دقیقهٔ ۸۰ برای نمایندهٔ ایران رقم خورد.
در این مسابقات تیم سپاهان در بین هفت تیم حاضر، به مقام پنجمی نیز دست یافت. تیم آ.ث. میلان با برتری برابر بوکا جونیورز آرژانتین در فینال، به مقام قهرمانی این مسابقات رسید و جایزهٔ ۵ میلیون دلاری را دریافت کرد.

### بازی های سپاهان:
| جام باشگاه‌های جهان ۲۰۰۷ | جام باشگاه‌های جهان ۲۰۰۷ | جام باشگاه‌های جهان ۲۰۰۷ | جام باشگاه‌های جهان ۲۰۰۷         | جام باشگاه‌های جهان ۲۰۰۷ | جام باشگاه‌های جهان ۲۰۰۷                  |
| دوره                    | تاریخ                   | مرحله                   | مسابقات                         | نتیجه                   | گلزنان سپاهان                            |
| ----------------------- | ----------------------- | ----------------------- | ------------------------------- | ----------------------- | ---------------------------------------- |
| ۲۰۰۷                    | ۱۶ آذر ۱۳۸۶             | پلی‌آف                   | سپاهان ۳ – ۱ ویتاکر یونایتد     | برد                     | عماد رضا ۳'، ۴' · عبدالوهاب ابوالهیل ۴۷' |
| ۲۰۰۷                    | ۱۹ آذر ۱۳۸۶             | یک چهارم نهایی          | سپاهان ۱ – ۳ اوراوا رد دایموندز | باخت                    | محمود کریمی ۸۰'                          |

### رده‌بندی نهایی:
| رتبه | تیم                | کنفدراسیون | بازی | برد | مساوی | باخت | گل‌زده | گل‌خورده | تفاضل‌گل |
| ---- | ------------------ | ---------- | ---- | --- | ----- | ---- | ----- | ------- | ------- |
| ۱    | میلان              | یوفا       | ۲    | ۲   | ۰     | ۰    | ۵     | ۲       | ۳+      |
| ۲    | بوکا جونیورز       | کونمبول    | ۲    | ۱   | ۰     | ۱    | ۳     | ۴       | ۱-      |
| ۳    | اوراوا رد دایموندز | اِی‌اف‌سی     | ۳    | ۱   | ۱     | ۱    | ۵     | ۴       | ۱+      |
| ۴    | ستاره ساحلی        | سی‌اِی‌اف     | ۳    | ۱   | ۱     | ۱    | ۳     | ۳       | ۰       |
| ۵    | سپاهان             | اِی‌اف‌سی     | ۲    | ۱   | ۰     | ۱    | ۴     | ۴       | ۰       |
| ۵    | پاچوکا             | کونکاکاف   | ۱    | ۰   | ۰     | ۱    | ۰     | ۱       | ۱-      |
| ۷    | ویتاکر یونایتد     | اُاِف‌سی      | ۱    | ۰   | ۰     | ۱    | ۱     | ۳       | ۲-      |

## هماوردان

### ذوب‌آهن اصفهان
شهرآورد اصفهان که میان سپاهان و ذوب‌آهن انجام می‌شود، از حساسیت بالایی برخوردار است و همواره یکی از مهم‌ترین شهرآوردهای فوتبال ایران نیز به‌شمار می‌آید. آغاز این شهرآورد به دههٔ ۱۳۵۰ برمی‌گردد. این دو تیم اولین بار در زمستان ۱۳۵۱ در فینال مسابقات قهرمانی باشگاه‌های اصفهان و در ورزشگاه باغ همایون اصفهان (ورزشگاه تختی اصفهان فعلی) با یکدیگر رو به رو شدند. این دیدار در پایان ۹۰ دقیقه وقت قانونی و همچنین وقت‌های اضافه بدون گل به پایان رسید تا کار به ضربات پنالتی بکشد. در پنالتی‌ها، تیم فوتبال سپاهان با نتیجهٔ پنج بر چهار موفق شد تیم ذوب‌آهن را مغلوب کند و به مقام قهرمانی نیز برسد.

### استقلال تهران
از سال ۱۳۳۶ دو باشگاه استقلال و سپاهان دیدارهای متعددی در قالب مسابقات لیگ، حذفی و دوستانه با یک‌دیگر برگزار کرده‌اند. رقابت این دو تیم از دیرباز جذاب و دیدنی بوده و در حال حاضر این دیدار در لیگ برتر برای هر دوتیم و هواداران آن‌ها از جذابیتی خاص و حساسیت بالایی برخوردار است که این دیدار از مسابقات مهم هر فصل این دو تیم به‌شمار می‌رود. نخستین بازی دو تیم در مسابقات جام قهرمانی فوتبال ایران به تاریخ ۲۱ شهریور ۱۳۳۶ در اصفهان برگزار گردید که تیم تاج توانست با نتیجه ۲–۰ شاهین اصفهان را شکست دهد.

### پرسپولیس تهران
با این که پرسپولیس و سپاهان هر دو ریشه در باشگاه فوتبال شاهین دارند، در گذشته بازی این دو باشگاه هماوردی به‌شمار نمی‌رفت. با آغاز جام خلیج فارس و قهرمانی باشگاه‌های اصفهانی در جام‌های فوتبال ایران، به اهمیت بازی‌های رودرروی باشگاه‌های اصفهان و تهران افزوده شد. پس از نبردهای قهرمانی پرسپولیس و سپاهان در جام حذفی ۸۵–۱۳۸۴، لیگ برتر ۸۷–۱۳۸۶، جام حذفی ۹۱–۱۳۹۲ و سوپر جام ۱۴۰۳ این حساسیت و اهمیت دوچندان شد، به گونه‌ای که هم‌اکنون این هماوردی از مهم‌ترین بازی‌های دو باشگاه در هر فصل است که به ال کلاسیکو فوتبال ایران نیز مشهور است. همچنین بازی‌های بین این دو تیم گاهی حساسیت بیشتری نسبت به شهرآورد تهران نیز دارد. اولین دیدار رسمی این دو تیم در مسابقات جام منطقه‌ای ایران ۱۳۵۰ و در زمستان ۱۳۵۰ برگزار شده است.

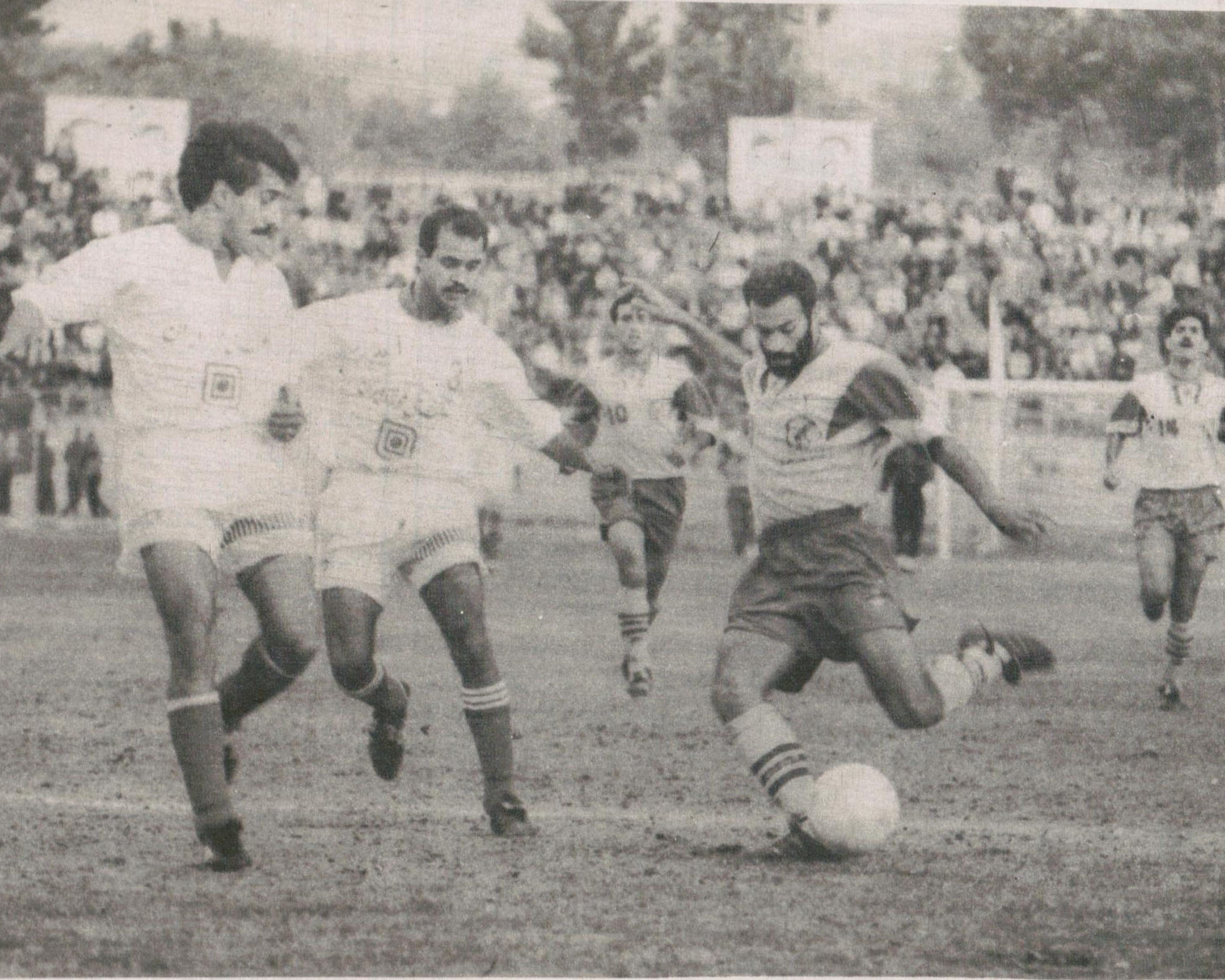
بازی سپاهان و پرسپولیس در سال ۱۳۷۵

## رسانه‌ها و فرهنگ عامه
باشگاه سپاهان بین مردم به عنوان یک باشگاه مردمی و با ثبات شناخته می‌شود، هواداران این تیم را عمدتاً افراد جوان و نوجوان تحصیل کرده تشکیل می‌دهند، البته در بازی‌های این تیم در ورزشگاه هواداران قدیمی تیم نیز شرکت می‌کنند. از هوادارن معروف این تیم می‌توان به افرادی چون: حسین خواجه امیری، کاظم افرندنیا، سروش صحت، قدرت اله ایزدی، آزاده زارعی، حسن اکلیلی، و … اشاره نمود.
باشگاه فوتبال سپاهان دارای یک رسانهٔ تلویزیونی تحت وب می‌باشد. این باشگاه همانند دیگر تیم‌های غیر تهرانی حمایت و پشتیبانی رسانه‌های ملی را ندارد، به نحوی که در مقاطعی هواداران این تیم به دلیل عدم پخش بازی‌های تیم محبوبشان از رسانه ملی اعتراض‌هایی را داشته‌اند. در سال ۱۴۰۰ و پیش از آغاز رقابت‌های لیگ قهرمانان آسیا ۲۰۲۲، محمد رضا ساکت مدیرعامل وقت باشگاه از حدود یک ماه قبل طی یک نامهٔ رسمی به رئیس وقت سازمان صدا و سیما جمهوری اسلامی ایران و ارائه برنامه بازی‌های این تیم خواهان پخش بازی‌های این تیم به عنوان نماینده ایران از رسانه ملی شده بود ولی اولین دیدار این تیم در این رقابت‌ها مقابل تیم پاختاکور از رسانه ملی پخش نگردید.
در همین راستا مدیر روابط عمومی باشگاه سپاهان اعلام کرد: "ما به این مساله بسیار اعتراض داریم. سپاهان نماینده جمهوری اسلامی است اما امروز متوجه شدیم بازی ما در کنداکتور نیست. این اتفاق برخلاف نگاهی است که مسئولان صداوسیما به تیم‌های دیگر دارند و این نگاه تبعیض آمیز اصلا پذیرش ملی ندارد. چرا رسانه ملی نباید به نماینده کشورمان دید مثبتی نداشته باشد؟ انتظار داریم با سپاهان نیز مثل سایر تیم‌های نماینده ایران در رقابت‌های بین‌المللی رفتار شود.".
باشگاه سپاهان علاوه بر یک سایت رسمی اطلاع‌رسانی دارای رسانه‌های مختلف در شبکه مجازی می‌باشد. در تاریخ یازدهم آبانماه سال ۱۳۹۹ اکانت اینستاگرام باشگاه رسمی شد.

## آمار و عملکرد

### فصل‌های اخیر
جدول زیر عملکرد کلی سپاهان را در دههٔ ۱۳۸۰ و دههٔ ۱۳۹۰ و دههٔ ۱۴۰۰ نشان می‌دهد.
| فصل       | مقام در لیگ برتر | جام حذفی       | لیگ قهرمانان آسیا                                             |
| --------- | ---------------- | -------------- | ------------------------------------------------------------- |
| ۸۱–۱۳۸۰   | ۹ام              | نیمه نهایی     | راه نیافت                                                     |
| ۸۲–۱۳۸۱   | قهرمان           | نیمه نهایی     | راه نیافت                                                     |
| ۸۳–۱۳۸۲   | ۶ام              | قهرمان         | مرحله گروهی                                                   |
| ۸۴–۱۳۸۳   | ۱۰ام             | ۱/۸ نهایی      | مرحله گروهی                                                   |
| ۸۵–۱۳۸۴   | ۷ام              | قهرمان         | راه نیافت                                                     |
| ۸۶–۱۳۸۵   | ۵ام              | قهرمان         | نایب قهرمان                                                   |
| ۸۷–۱۳۸۶   | نایب قهرمان      | ۱/۴ نهایی      | مرحله گروهی                                                   |
| ۸۸–۱۳۸۷   | ۴ام              | ۱/۸ نهایی      | مرحله گروهی                                                   |
| ۸۹–۱۳۸۸   | قهرمان           | ۱/۸ نهایی      | مرحله گروهی                                                   |
| ۹۰–۱۳۸۹   | قهرمان           | ۱/۴ نهایی      | ۱/۴ نهایی                                                     |
| ۹۱–۱۳۹۰   | قهرمان           | ۱/۱۶ نهایی     | ۱/۴ نهایی                                                     |
| ۹۲–۱۳۹۱   | ۳ام              | قهرمان         | مرحله گروهی                                                   |
| ۹۳–۱۳۹۲   | ۴ام              | ۱/۱۶ نهایی     | مرحله گروهی                                                   |
| ۹۴–۱۳۹۳   | قهرمان           | ۱/۱۶ نهایی     | راه نیافت                                                     |
| ۹۵–۱۳۹۴   | ۱۱ام             | نیمه نهایی     | مرحله گروهی                                                   |
| ۹۶–۱۳۹۵   | ۵ام              | نیمه نهایی     | راه نیافت                                                     |
| ۹۷–۱۳۹۶   | ۱۴ام             | ۱/۱۶ نهایی     | راه نیافت                                                     |
| ۹۸–۱۳۹۷   | نایب قهرمان      | نیمه نهایی     | راه نیافت                                                     |
| ۹۹–۱۳۹۸   | ۵ام              | ۱/۴ نهایی      | مرحله گروهی                                                   |
| ۱۴۰۰–۱۳۹۹ | نایب قهرمان      | ۱/۴ نهایی      | راه نیافت                                                     |
| ۱۴۰۱_۱۴۰۰ | ۳ام              | ۱/۸ نهایی      | راه نیافت                                                     |
| ۱۴۰۲–۱۴۰۱ | نایب قهرمان      | ۱/۸ نهایی      | ۱/۸ نهایی                                                     |
| ۰۳–۱۴۰۲   | ۳ام              | قهرمان         | مرحله گروهی                                                   |
| ۰۴–۱۴۰۳   | نایب قهرمان      | یک چهارم نهایی | حذف در پلی اف (حضور در لیگ۲ قهرمانان آسیا حذف در مرحله گروهی) |

### آمار رقابت‌ها
لیگ سراسری و جام قهرمانی ایران:
| رقابت             | بازی | برد | مساوی | باخت | گل زده | گل خورده | امتیاز |
| ----------------- | ---- | --- | ----- | ---- | ------ | -------- | ------ |
| جام قهرمانی ایران | ۸    | ۳   | ۳     | ۲    | ۸      | ۱۰       | ۹      |
| جام منطقه‌ای       | ۱۴   | ۴   | ۳     | ۷    | ۱۲     | ۱۸       | ۱۱     |
| جام تخت جمشید     | ۱۱۲  | ۲۴  | ۴۲    | ۴۶   | ۷۵     | ۱۱۵      | ۹۰     |
| جام قدس           | ۲۰   | ۶   | ۸     | ۶    | ۱۶     | ۱۶       | ۲۰     |
| لیگ آزادگان       | ۲۳۶  | ۸۷  | ۷۹    | ۷۰   | ۲۵۰    | ۲۳۰      | ۳۱۶    |
| لیگ خلیج فارس     | ۷۰۲  | ۳۲۸ | ۲۲۲   | ۱۵۲  | ۱۰۲۴   | ۶۴۱      | ۱۲۰۶   |
| مجموع لیگ         | ۱۰۹۲ | ۴۵۲ | ۳۵۷   | ۲۸۳  | ۱۳۸۵   | ۱۰۳۰     | ۱۶۵۲   |

- بروزرسانی: تا پایان لیگ بیست و سوم خلیج فارس

مسابقات آسیایی:
| رقابت           | بازی | برد | مساوی | باخت | گل زده | گل خورده | امتیاز |
| --------------- | ---- | --- | ----- | ---- | ------ | -------- | ------ |
| لیگ سطح یک آسیا | ۹۸   | ۴۲  | ۱۹    | ۳۷   | ۱۴۷    | ۱۳۰      | ۱۴۵    |
| لیگ سطح دو آسیا | ۶    | ۳   | ۱     | ۲    | ۱۲     | ۷        | ۱۰     |
| مجموع آسیا      | ۱۰۴  | ۴۵  | ۲۰    | ۳۹   | ۱۵۹    | ۱۳۷      | ۱۵۵    |

لیگ سطح دوم ایران :
| رقابت                     | بازی | برد | مساوی | باخت | گل زده | گل خورده | امتیاز |
| ------------------------- | ---- | --- | ----- | ---- | ------ | -------- | ------ |
| لیگ دسته دوم فوتبال ایران | ۲۶   | ۱۲  | ۸     | ۶    | ۳۱     | ۲۵       | ۳۴     |
| مجموع لیگ سطح دوم ایران   | ۲۶   | ۱۲  | ۸     | ۶    | ۳۱     | ۲۵       | ۳۴     |

پی‌نوشت: آمار رقابت‌های سپاهان در لیگ دسته دوم در سال ۱۳۵۷ وارد نشده است این رقابت به خاطر وقوع انقلاب ناتمام ماند.
 سوپرجام :
| رقابت         | بازی | برد | مساوی | باخت | گل زده | گل خورده | امتیاز |
| ------------- | ---- | --- | ----- | ---- | ------ | -------- | ------ |
| سوپرجام       | ۱    | ۱   | ۰     | ۰    | ۱      | ۰        | ۳      |
| مجموع سوپرجام | ۱    | ۱   | ۰     | ۰    | ۱      | ۰        | ۳      |

 جام باشگاه‌های جهان :
| رقابت                    | بازی | برد | مساوی | باخت | گل زده | گل خورده | امتیاز |
| ------------------------ | ---- | --- | ----- | ---- | ------ | -------- | ------ |
| جام باشگاه‌های جهان       | ۲    | ۱   | ۰     | ۱    | ۴      | ۴        | ۳      |
| مجموع جام باشگاه‌های جهان | ۲    | ۱   | ۰     | ۱    | ۴      | ۴        | ۳      |

 لیگ استانی :
| رقابت                   | بازی | برد | مساوی | باخت | گل زده | گل خورده | امتیاز |
| ----------------------- | ---- | --- | ----- | ---- | ------ | -------- | ------ |
| لیگ فوتبال استان اصفهان | ۷۸   | ۴۸  | ۲۲    | ۸    | ۱۲۸    | ۴۶       | ۱۱۸    |
| مجموع لیگ استانی        | ۷۸   | ۴۸  | ۲۲    | ۸    | ۱۲۸    | ۴۶       | ۱۱۸    |

## سپاهان در لیگ قهرمانان آسیا
از مهم ترین افتخارات باشگاه فوتبال سپاهان در رقابت‌های آسیایی و بین‌المللی می‌توان به یک عنوان نایب قهرمانی در لیگ قهرمانان آسیا در سال ۲۰۰۷ و همچنین یک عنوان پنجمی جام باشگاه های فوتبال جهان اشاره کرد.

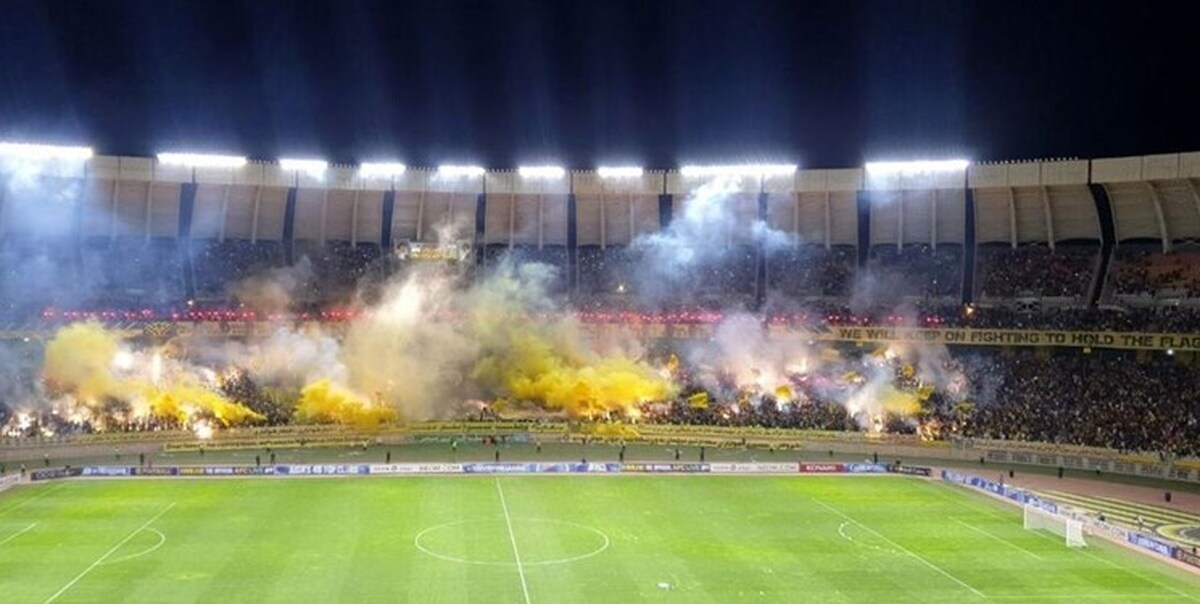
جو ورزشگاه نقش جهان پیش از آغاز بازی سپاهان و الاتحاد عربستان در چارچوب هفته دوم رقابت‌های لیگ قهرمانان آسیا ۲۴–۲۰۲۳

جدول زیر، آمار فصل به فصل تیم سپاهان را در مسابقات آسیایی نشان می‌دهد.
| #     | فصل   | نتیجه       | بازی | برد | مساوی | باخت | گل‌زده | گل‌خورده |
| ----- | ----- | ----------- | ---- | --- | ----- | ---- | ----- | ------- |
| ۱     | ۲۰۰۴  | مرحله گروهی | ۶    | ۴   | ۱     | ۱    | ۱۵    | ۱۰      |
| ۲     | ۲۰۰۵  | مرحله گروهی | ۶    | ۳   | ۲     | ۱    | ۱۰    | ۶       |
| ۳     | ۲۰۰۷  | نایب قهرمان | ۱۲   | ۵   | ۵     | ۲    | ۱۶    | ۹       |
| ۴     | ۲۰۰۸  | مرحله گروهی | ۶    | ۲   | ۱     | ۳    | ۵     | ۸       |
| ۵     | ۲۰۰۹  | مرحله گروهی | ۶    | ۲   | ۱     | ۳    | ۹     | ۷       |
| ۶     | ۲۰۱۰  | مرحله گروهی | ۶    | ۲   | ۲     | ۲    | ۵     | ۵       |
| ۷     | ۲۰۱۱  | ۱/۴ نهایی   | ۹    | ۶   | ۱     | ۲    | ۱۹    | ۱۰      |
| ۸     | ۲۰۱۲  | ۱/۴ نهایی   | ۹    | ۵   | ۲     | ۲    | ۱۲    | ۸       |
| ۹     | ۲۰۱۳  | مرحله گروهی | ۶    | ۳   | ۰     | ۳    | ۱۲    | ۱۳      |
| ۱۰    | ۲۰۱۴  | مرحله گروهی | ۶    | ۲   | ۱     | ۳    | ۹     | ۸       |
| ۱۱    | ۲۰۱۶  | مرحله گروهی | ۶    | ۱   | ۰     | ۵    | ۲     | ۱۱      |
| ۱۲    | ۲۰۲۰  | مرحله گروهی | ۶    | ۲   | ۱     | ۳    | ۶     | ۸       |
| ۱۳    | ۲۰۲۲  | مرحله گروهی | ۶    | ۲   | ۱     | ۳    | ۸     | ۱۲      |
| ۱۴    | ۲۰۲۳  | ۱/۸ نهایی   | ۸    | ۳   | ۱     | ۴    | ۱۸    | ۱۱      |
| مجموع | مجموع | مجموع       | ۹۸   | ۴۲  | ۱۹    | ۳۷   | ۱۴۶   | ۱۲۶     |

## تیم دوم
سپاهان نوین به عنوان تیم دوم سپاهان اصفهان شناخته می‌شد. این باشگاه در سال ۱۳۸۳ به عنوان تیم سایهٔ سپاهان و با هدف جای دادن بازیکنانی بنیان‌گذاری شد که به دلیل محدودیت‌های قانونی و نظر سرمربی به تیم اصلی راه پیدا نمی‌کردند. این تیم با قهرمانی در لیگ مناطق به لیگ دسته سوم صعود کرد. پس از آن با قهرمانی در لیگ دسته سوم و لیگ دسته دوم موفق شد به لیگ آزادگان (دسته یک) نیز صعود کند. سپاهان نوین در فصل ۸۷–۱۳۸۶ لیگ آزادگان در گروه خود دوم شد و به پلی‌آف راه یافت. سپاهان نوین با برد در مرحلهٔ پلی‌آف لیگ آزادگان به لیگ برتر صعود کرد، اما بر اساس قانون سازمان تربیت بدنی مبنی بر عدم تمرکز تیم‌ها در استان‌ها و اینکه استان‌های بدون تیم لیگ برتری را صاحب تیم کند و همچنین بر طبق قوانین منع حضور بیش از یک تیم با یک مالک در لیگ، مانع حضور تیم سپاهان نوین در لیگ برتر شد. به همین دلیل، تیم فولاد خوزستان امتیاز این تیم در لیگ برتر را خرید و هم‌اکنون این تیم در لیگ برتر حضور دارد. در سال ۱۳۸۹ امتیاز تیم دسته اولی سپاهان نوین به فولاد نطنز واگذار شد. فولاد نطنز نیز پس از تنها یک فصل حضور در لیگ آزادگان و سقوط به لیگ دسته دوم، در سال ۱۳۹۰ منحل شد. سپاهان نوین پس از فروش امتیاز خود به فولاد نطنز در سال ۱۳۸۹، با خرید امتیاز شهرداری نوشهر در لیگ دسته سوم حضور پیدا کرد و پس از سه فصل حضور در این لیگ، در سال ۱۳۹۱ به لیگ استانی سقوط کرد و منحل شد. سپاهان نوین در سال ۱۳۹۷ مجدداً بازگشایی شد و در لیگ دسته سوم فوتبال ایران حضور یافت.

## تیم بانوان
سپاهان علاوه بر مردان در زمینه فوتبال زنان نیز فعالیت می‌کند. تیم فوتبال زنان سپاهان اصفهان در سال ۱۳۹۶ با خرید امتیاز تیم زنان باشگاه فوتبال آینده‌سازان میهن وارد رقابت‌های  فوتبال بانوان شد و در  لیگ کوثر فوتبال زنان ایران به رقابت پرداخت.
این باشگاه، تاکنون دو بار نایب قهرمان و ۳ بار هم به مقام سومی این لیگ رسیده است.

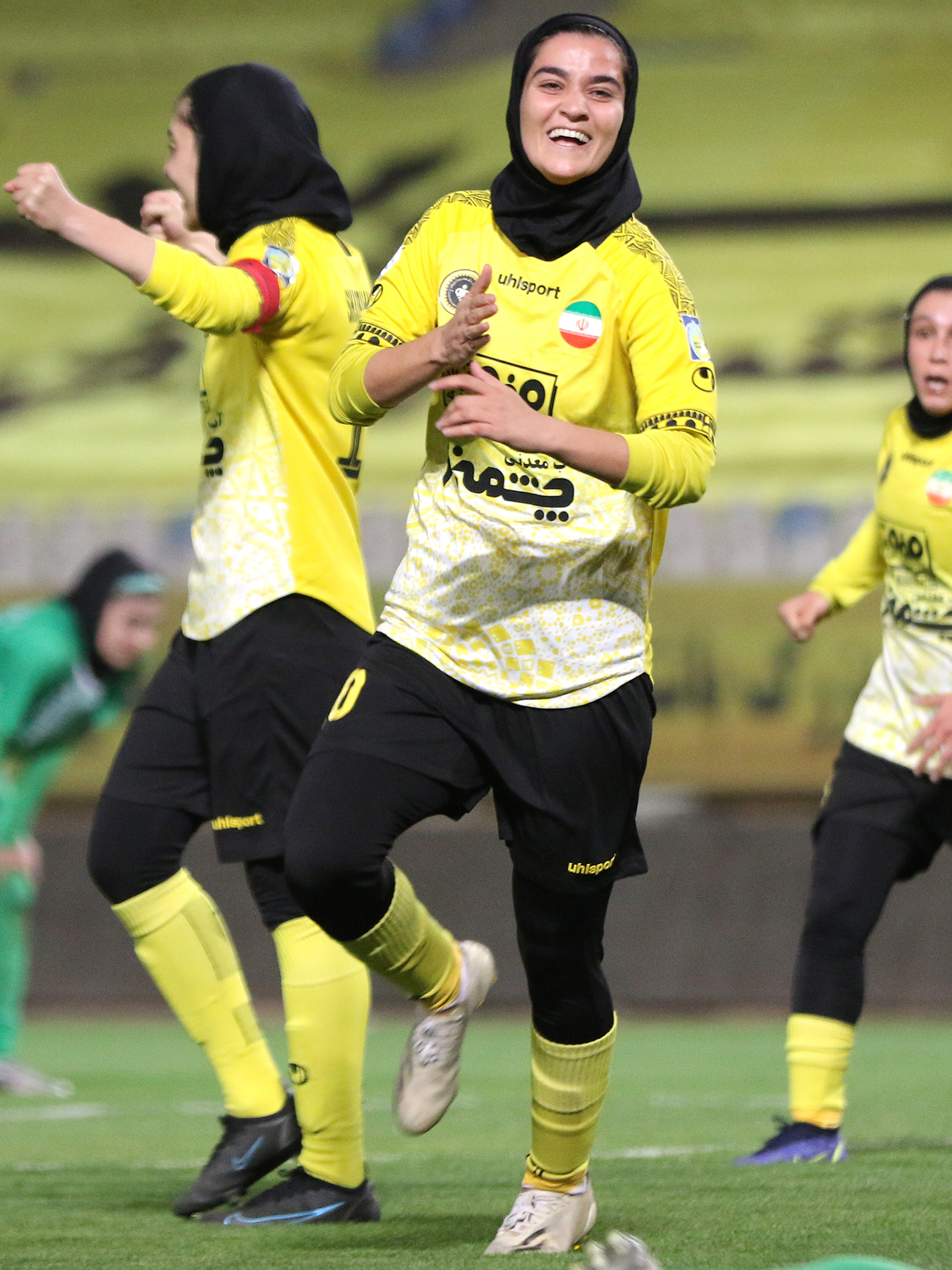
تصویری از هاجر دباغی از بازیکنان تیم زنان سپاهان؛ او اولین ۱۰۰ گله تاریخ فوتبال بانوان باشگاه سپاهان است.

## بازیکنان
برای دیدن نام بازیکنان پیشین باشگاه، رده:بازیکنان باشگاه سپاهان را ببینید.
فهرست بازیکنان باشگاه فوتبال سپاهان اصفهان در فصل ۰۴–۱۴۰۳ به شرح زیر است:

### بازیکنان قرضی

محمد برزمهری کاپیتان اسبق سپاهان با سابقه بیش از ۲۰۰ بازی برای سپاهان

### بازیکنان کنونی
| شماره |       | نقش       | بازیکن                  |
| ----- | ----- | --------- | ----------------------- |
| ۱     | ایران | دروازه‌بان | محمدرضا اخباری          |
| ۲     | ایران | مدافع     | هادی محمدی              |
| ۶     | ایران | هافبک     | عارف حاجی‌عیدی           |
| ۷     | ایران | هافبک     | مهدی لیموچی             |
| ۸     | ایران | هافبک     | محمد کریمی (کاپیتان)    |
| ۹     | ایران | مهاجم     | کاوه رضایی              |
| ۱۱    | ایران | مهاجم     | جواد آقایی‌پور           |
| ۱۴    | ایران | مدافع     | آریا یوسفی زیر۲۳        |
| ۱۶    | ایران | هافبک     | محمدرضا بردبار          |
| ۱۷    | ایران | مهاجم     | محمد عسکری              |
| ۱۸    | ایران | مدافع     | میلاد زکی‌پور            |
| ۱۹    | ایران | هافبک     | امید نورافکن            |
| ۲۰    | ایران | مهاجم     | مجید علیاری             |
| ۲۱    | ایران | دروازه‌بان | سید حسین حسینی          |
| ۲۴    | ایران | مدافع     | مهدی حسینی گلیردی زیر۲۱ |

| شماره |           | نقش       | بازیکن              |
| ----- | --------- | --------- | ------------------- |
| ۲۷    | ایران     | هافبک     | علی‌اصغر اعرابی      |
| ۲۸    | ایران     | هافبک     | احسان حاج‌صفی        |
| ۳۵    | ایران     | هافبک     | احمدرضا موسوی زیر۲۱ |
| ۵۵    | ایران     | مدافع     | محمدامین حزباوی     |
| ۵۸    | ایران     | مدافع     | محمد دانشگر         |
| ۶۶    | تاجیکستان | مدافع     | وحدت حنانوف         |
| ۷۹    | ایران     | هافبک     | محمدمهدی لطفی       |
| ۸۸    | ایران     | هافبک     | آرش رضاوند          |
| ۸۶    | ایران     | مدافع     | آریا شفیع‌دوست       |
| ۹۰    | ایران     | مدافع     | اسماعیل فلامرزی     |
|       | پرتغال    | هافبک     | ریکاردو آلوز        |
|       | اسپانیا   | هافبک     | ایوان سانچز         |
|       | فرانسه    | مهاجم     | انزو کریولی         |
|       | ایران     | دروازه‌بان | امیرمهدی مقصودی     |

### بیشترین حضور
تا تاریخ ۲۸ مرداد ۱۴۰۴
| #    | نام                | ملیت     | پست       | بازی |
| ---- | ------------------ | -------- | --------- | ---- |
| ۱    | مسعود تابش         | ایران    | هافبک     | ۳۷۵  |
| ۲    | رسول خوروش         | ایران    | هافبک     | ۳۶۶  |
| ۳    | علیرضا رحیمی       | ایران    | مهاجم     | ۳۵۹  |
| ۴    | محرم نویدکیا       | ایران    | هافبک     | ۳۴۷  |
| ۵    | هادی عقیلی         | ایران    | مدافع     | ۳۲۰  |
| ۶    | احسان حاج صفی      | ایران    | هافبک     | ۳۱۱  |
| ۷    | حسین پاپی          | ایران    | هافبک     | ۳۰۴  |
| ۸    | محسن بنگر          | ایران    | مدافع     | ۲۶۶  |
| ۹    | آرمناک پطروسیان    | ارمنستان | دروازه‌بان | ۲۱۲  |
| ۱۰   | محمود کریمی        | ایران    | مهاجم     | ۲۱۰  |
| ۱۱   | مجید بصیرت         | ایران    | مدافع     | ۲۰۸  |
| ۱۲   | لئون استپانیان     | ارمنستان | هافبک     | ۲۰۵  |
| ۱۳   | محمد کریمی         | ایران    | هافبک     | ۲۰۵  |
| ۱۴   | پیام نیازمند       | ایران    | دروازه‌بان | ۲۰۱  |
| ۱۵   | سیدمهدی سیدصالحی   | ایران    | مهاجم     | ۱۸۷  |
| ۱۶   | جلال اکبری         | ایران    | مدافع     | ۱۸۰  |
| ۱۷   | عماد محمد رضا      | عراق     | مهاجم     | ۱۶۴  |
| ۱۸   | احمد جمشیدیان      | ایران    | هافبک     | ۱۵۹  |
| ۱۹   | امید ابراهیمی      | ایران    | هافبک     | ۱۵۸  |
| ۲۰   | امید نورافکن       | ایران    | هافبک     | ۱۵۶  |
| ۲۱   | جلال‌الدین علی‌محمدی | ایران    | هافبک     | ۱۵۰  |
| ۲۲   | مهدی جعفرپور       | ایران    | هافبک     | ۱۴۹  |
| ۲۳   | رحمان احمدی        | ایران    | دروازه‌بان | ۱۴۵  |
| ۲۴   | محمدرضا خلعتبری    | ایران    | مهاجم     | ۱۴۱  |
| ۲۵   | رسول نویدکیا       | ایران    | هافبک     | ۱۳۹  |
| ۲۶   | محمد برزمهری       | ایران    | دروازه‌بان | ۱۳۵  |
| ۲۷   | ادموند بزیک        | ایران    | مهاجم     | ۱۳۲  |
| ۲۸   | سجاد شهباززاده     | ایران    | مهاجم     | ۱۳۱  |
| ۲۹   | مسعود خادمی        | ایران    | مدافع     | ۱۲۹  |
| ۳۰   | سعید بیات          | ایران    | مدافع     | ۱۲۲  |
| ۳۱   | سیدجلال حسینی      | ایران    | مدافع     | ۱۲۲  |
| ۳۲   | عبدالوهاب ابوالهیل | عراق     | هافبک     | ۱۲۰  |
| ۳۳   | هادی جعفری         | ایران    | مدافع     | ۱۱۵  |
| ۳۴   | سیدمهدی رحمتی      | ایران    | دروازه‌بان | ۱۱۵  |
| ۳۵   | رضا میرزایی        | ایران    | هافبک     | ۱۰۹  |
| ۳۶   | احمد باغبانباشی    | ایران    | هافبک     | ۱۰۸  |
| ۳۷   | حسن جعفری          | ایران    | مدافع     | ۱۰۷  |
| ۳۸   | مهدی کریمیان       | ایران    | هافبک     | ۱۰۴  |
| ۳۹   | احمد مؤمن‌زاده      | ایران    | مهاجم     | ۱۰۳  |
| ۴۰   | محمدرضا حسینی      | ایران    | هافبک     | ۱۰۳  |
| ۴۱   | سیاوش یزدانی       | ایران    | مدافع     | ۱۰۲  |
| ۴۲   | عزت‌الله پورغاز     | ایران    | مدافع     | ۱۰۲  |
| ۴۳   | رسول خطیبی         | ایران    | مهاجم     | ۱۰۱  |
| ۴۴   | شهریار مغانلو      | ایران    | مهاجم     | ۱۰۱  |
| ۴۵   | کریم قنبری         | ایران    | هافبک     | ۱۰۱  |
| ۴۶   | هوشنگ لوینیان      | ایران    | هافبک     | ۱۰۰  |
| ۴۷   | فرشاد احمدزاده     | ایران    | هافبک     | ۱۰۰  |
| (۴۸) | محمد دانشگر        | ایران    | مدافع     | ۹۷   |
| (۴۹) | آریا یوسفی         | ایران    | مدافع     | ۸۸   |
| (۵۰) | میلاد زکی‌پور       | ایران    | مدافع     | ۷۹   |
| (۵۱) | کاوه رضایی         | ایران    | مهاجم     | ۶۲   |

- بازیکنانی که بیش از ۲۰۰ بازی برای سپاهان بازی کرده‌اند.
- بازیکنانی که بیش از ۱۰۰ بازی برای سپاهان بازی کرده‌اند.
- () بازیکنانی که در آستانهٔ رسیدن به ۱۰۰ بازی رسمی برای سپاهان هستند.

### برترین گلزنان
تا تاریخ ۲۵ اردیبهشت ۱۴۰۴
| #  | نام                | ملیت     | پست   | گل |
| -- | ------------------ | -------- | ----- | -- |
| ۱  | علیرضا رحیمی       | ایران    | مهاجم | ۹۸ |
| ۲  | عماد محمد رضا      | عراق     | مهاجم | ۶۸ |
| ۳  | محمود کریمی        | ایران    | مهاجم | ۵۴ |
| ۴  | شهریار مغانلو      | ایران    | مهاجم | ۴۶ |
| ۵  | ابراهیم توره       | سنگال    | مهاجم | ۴۴ |
| ۶  | محرم نویدکیا       | ایران    | هافبک | ۴۳ |
| ۷  | سجاد شهباززاده     | ایران    | مهاجم | ۴۲ |
| ۸  | رسول خطیبی         | ایران    | مهاجم | ۴۱ |
| ۹  | احسان حاج صفی      | ایران    | هافبک | ۳۸ |
| ۱۰ | سیدمهدی سیدصالحی   | ایران    | مهاجم | ۳۶ |
| ۱۱ | هادی عقیلی         | ایران    | مدافع | ۳۶ |
| ۱۲ | ادموند بزیک        | ایران    | مهاجم | ۳۵ |
| ۱۳ | مهدی شریفی         | ایران    | مهاجم | ۳۴ |
| ۱۴ | لئون استپانیان     | ارمنستان | هافبک | ۳۳ |
| ۱۵ | رسول خوروش         | ایران    | هافبک | ۳۲ |
| ۱۶ | محمدرضا خلعتبری    | ایران    | مهاجم | ۳۱ |
| ۱۷ | احمد جمشیدیان      | ایران    | هافبک | ۳۱ |
| ۱۸ | مسعود تابش         | ایران    | مدافع | ۲۸ |
| ۱۹ | مجید بصیرت         | ایران    | مدافع | ۲۷ |
| ۲۰ | سید امین موسوی     | ایران    | مهاجم | ۲۷ |
| ۲۱ | احمد مؤمن زاده     | ایران    | مهاجم | ۲۶ |
| ۲۲ | کیروس استنلی       | برزیل    | مهاجم | ۲۶ |
| ۲۳ | جواهیر سوکای       | آلبانی   | مهاجم | ۲۴ |
| ۲۴ | رامین رضاییان      | ایران    | مدافع | ۲۱ |
| ۲۵ | امید ابراهیمی      | ایران    | هافبک | ۲۰ |
| ۲۶ | لوسیانو پریرا      | برزیل    | مهاجم | ۱۷ |
| ۲۷ | امید نورافکن       | ایران    | هافبک | ۱۷ |
| ۲۸ | جلال‌الدین علی‌محمدی | ایران    | هافبک | ۱۷ |
| ۲۹ | رضا اسدی           | ایران    | مهاجم | ۱۶ |
| ۳۰ | محسن بنگر          | ایران    | مدافع | ۱۶ |
| ۳۱ | داود دهقانی        | ایران    | مهاجم | ۱۶ |
| ۳۲ | ساسان انصاری       | ایران    | مهاجم | ۱۵ |
| ۳۳ | مهرداد محمدی       | ایران    | مهاجم | ۱۵ |
| ۳۴ | کریم قنبری         | ایران    | هافبک | ۱۳ |
| ۳۵ | فرشاد احمدزاده     | ایران    | هافبک | ۱۳ |
| ۳۶ | محمدرضا حسینی      | ایران    | هافبک | ۱۳ |
| ۳۷ | برونو سزار         | برزیل    | مهاجم | ۱۲ |
| ۳۸ | محمد محبی          | ایران    | مهاجم | ۱۲ |
| ۳۹ | جلال اکبری         | ایران    | مدافع | ۱۲ |
| ۴۰ | اصغر طالب نسب      | ایران    | هافبک | ۱۲ |
| ۴۱ | عباس آقایی         | ایران    | هافبک | ۱۲ |
| ۴۲ | میلوراد یانوش      | صربستان  | مهاجم | ۱۲ |
| ۴۳ | کاوه رضایی         | ایران    | مهاجم | ۱۲ |
| ۴۴ | عبدالوهاب ابوالهیل | عراق     | هافبک | ۱۱ |
| ۴۵ | مهدی لیموچی        | ایران    | مهاجم | ۱۰ |
| ۴۶ | محمد کریمی         | ایران    | هافبک | ۱۰ |
| ۴۷ | رضا شکاری          | ایران    | مهاجم | ۱۰ |
| ۴۸ | حسین پاپی          | ایران    | هافبک | ۱۰ |
| ۴۹ | محمد غلامی         | ایران    | مهاجم | ۱۰ |
| ۵۰ | گئورگی گولسیانی    | گرجستان  | مدافع | ۱۰ |
| ۵۱ | عزت‌الله پورغاز     | ایران    | مدافع | ۱۰ |
| ۵۲ | رضا میرزایی        | ایران    | هافبک | ۱۰ |
| ۵۳ | محمد نوری          | ایران    | هافبک | ۱۰ |
| ۵۴ | ناصر فرشباف        | ایران    | مدافع | ۱۰ |
| ۵۵ | مهدی جعفرپور       | ایران    | هافبک | ۱۰ |
| ۵۶ | محسن یزدخواستی     | ایران    | هافبک | ۱۰ |

- بازیکنانی که بیش از ۵۰ گل برای سپاهان به ثمر رسانده‌اند.
- بازیکنانی که بیش از ۱۰ گل برای سپاهان به ثمر رسانده‌اند.

### شماره‌های بایگانی‌شده

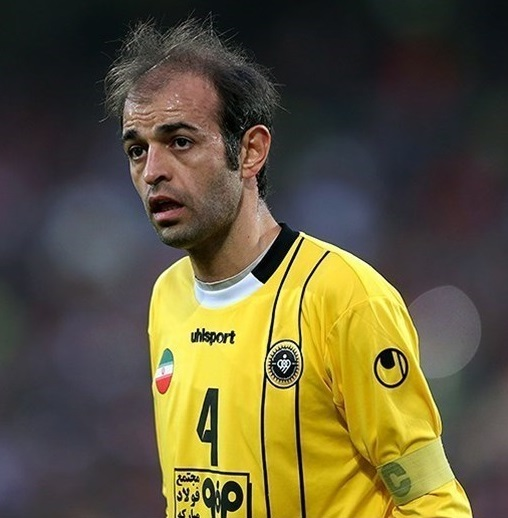
شماره ۴ در باشگاه فوتبال سپاهان به افتخار محرم نویدکیا اسطوره این باشگاه برای همیشه بایگانی شده است

| شماره | نام بازیکن   |
| ----- | ------------ |
| ۴     | محرم نویدکیا |

### بازیکنان خارجی
تیم سپاهان از سال ۱۳۳۲ تا ۱۳۷۵ به مدت ۴۳ سال از هیچ بازیکن خارجی استفاده نکرد، اما اولین بازیکنان خارجی سپاهان لوون استپانیان و آرمناک پطروسیان، بازیکنان ارمنی بودند که در سال ۱۳۷۵ به ترتیب از تیم‌های آرارات تهران و آرارات ایروان به سپاهان پیوستند. بازیکنان فهرست زیر، در خارج از کشور ایران به دنیا آمده‌اند و برای تیم ملی فوتبال ایران بازی نکرده‌اند.
| #  | نام                  | کشور             | پست       | دوران حضور          | بازی | گل |
| -- | -------------------- | ---------------- | --------- | ------------------- | ---- | -- |
| ۱  | لوون استپانیان       | ارمنستان         | هافبک     | ۱۳۸۰–۱۳۷۵ ۱۳۸۴–۱۳۸۱ | ۲۰۵  | ۲۵ |
| ۲  | آرمناک پطروسیان      | ارمنستان         | دروازه‌بان | ۱۳۸۲–۱۳۷۵ ۱۳۸۶–۱۳۸۴ | ۲۱۲  | ۰  |
| ۳  | کاخابر آخالادزه      | گرجستان          | مدافع     | ۱۳۸۳–۱۳۸۲           | ۲    | ۰  |
| ۴  | کمیل سوسکو           | اسلواکی          | دروازه‌بان | ۱۳۸۳–۱۳۸۲           | ۳۱   | ۰  |
| ۵  | جابا مجیری           | گرجستان          | مدافع     | ۱۳۸۷–۱۳۸۳           | ۵۵   | ۱  |
| ۶  | کبیر پرنس بلو        | نیجریه           | مهاجم     | ۱۳۸۴–۱۳۸۳ ۱۳۸۷–۱۳۸۶ | ۱۲   | ۲  |
| ۷  | رودریگو رجیو داروسا  | برزیل            | هافبک     | ۱۳۸۵–۱۳۸۴           | ۲۲   | ۰  |
| ۸  | عبدالوهاب ابوالهیل   | عراق             | هافبک     | ۱۳۸۸–۱۳۸۵           | ۱۱۶  | ۱۱ |
| ۹  | عماد محمد رضا        | عراق             | مهاجم     | ۱۳۸۹–۱۳۸۵ ۱۳۹۱–۱۳۹۰ | ۱۵۵  | ۶۶ |
| ۱۰ | هیثم کاظم            | عراق             | هافبک     | ۱۳۸۷                | ۳    | ۰  |
| ۱۱ | ژاک الونگ‌الونگ       | کامرون           | هافبک     | ۱۳۸۸–۱۳۸۷           | ۵    | ۰  |
| ۱۲ | آرماندو سا           | موزامبیک         | مدافع     | ۱۳۸۹–۱۳۸۷           | ۳۵   | ۱  |
| ۱۳ | ابراهیم توره         | سنگال            | مهاجم     | ۱۳۹۰–۱۳۸۸           | ۶۸   | ۴۴ |
| ۱۴ | میلوراد یانوش        | صربستان          | مهاجم     | ۱۳۹۰–۱۳۸۹           | ۳۶   | ۱۱ |
| ۱۵ | فابیو جانواریو       | برزیل            | هافبک     | ۱۳۹۱–۱۳۸۹           | ۷۰   | ۸  |
| ۱۶ | برونو سزار کوریا     | برزیل            | مهاجم     | ۱۳۹۱–۱۳۹۰           | ۲۱   | ۱۲ |
| ۱۷ | جواهیر سوکای         | آلبانی           | مهاجم     | ۱۳۹۴–۱۳۹۰           | ۸۹   | ۲۲ |
| ۱۸ | رادومیر جالوویچ      | مونته‌نگرو        | مهاجم     | ۱۳۹۲–۱۳۹۱           | ۴۰   | ۶  |
| ۱۹ | اروین بولکو          | آلبانی           | هافبک     | ۱۳۹۳–۱۳۹۱           | ۴۷   | ۱  |
| ۲۰ | میلان سوشاک          | استرالیا         | مدافع     | ۱۳۹۲–۱۳۹۱           | ۱۱   | ۰  |
| ۲۱ | سرجیو فن‌دایک         | هلند اندونزی     | مهاجم     | ۱۳۹۳–۱۳۹۲           | ۷    | ۱  |
| ۲۲ | لوسیانو پریرا مندز   | برزیل            | مهاجم     | ۱۳۹۵–۱۳۹۳           | ۴۰   | ۱۷ |
| ۲۳ | مارسیو پاسوس         | برزیل            | هافبک     | ۱۳۹۴–۱۳۹۳           | ۴    | ۰  |
| ۲۴ | فوزیل موسایف         | ازبکستان         | هافبک     | ۱۳۹۵–۱۳۹۳           | ۴۹   | ۲  |
| ۲۵ | لئاندرو پادوانی سلین | برزیل            | مدافع     | ۱۳۹۵–۱۳۹۴           | ۱۵   | ۰  |
| ۲۶ | سنیاد ایبریچیچ       | بوسنی            | هافبک     | ۱۳۹۵–۱۳۹۴           | ۵    | ۰  |
| ۲۷ | موسی کولیبالی        | مالی             | مدافع     | ۱۳۹۶–۱۳۹۵           | ۲۹   | ۲  |
| ۲۸ | لی اولیویرا          | برزیل            | دروازه‌بان | ۱۳۹۶–۱۳۹۵           | ۳۷   | ۰  |
| ۲۹ | پدرو هنریکه اولیویرا | برزیل تیمور شرقی | مهاجم     | ۱۳۹۵                | ۷    | ۰  |
| ۳۰ | سرور جباروف          | ازبکستان         | هافبک     | ۱۳۹۶–۱۳۹۵           | ۱۰   | ۱  |
| ۳۱ | مروان حسین           | عراق             | مهاجم     | ۱۳۹۷–۱۳۹۶           | ۱۵   | ۲  |
| ۳۲ | ژایرو رودریگز        | برزیل            | مدافع     | ۱۳۹۶                | ۷    | ۰  |
| ۳۳ | رافائل کریولارو      | برزیل            | هافبک     | ۱۳۹۶                | ۵    | ۰  |
| ۳۴ | ادون حسنی            | آلبانی           | هافبک     | ۱۳۹۷–۱۳۹۶           | ۶    | ۰  |
| ۳۵ | ابراهیم عالمه        | سوریه            | دروازه‌بان | ۱۳۹۷–۱۳۹۶           | ۱۴   | ۰  |
| ۳۶ | کیروس استنلی         | برزیل            | مهاجم     | ۱۴۰۰–۱۳۹۷           | ۸۱   | ۲۵ |
| ۳۷ | ولادیمیر کومان       | مجارستان اوکراین | هافبک     | ۱۳۹۹–۱۳۹۷           | ۴۰   | ۳  |
| ۳۸ | گیورگی گولسیانی      | گرجستان          | مدافع     | ۱۴۰۱–۱۳۹۸           | ۷۹   | ۱۰ |
| ۳۹ | محسن الغسانی         | عمان             | مهاجم     | ۱۳۹۹–۱۳۹۸           | ۶    | ۰  |
| ۴۰ | کریستوفر کنت         | اتریش            | دروازه‌بان | ۱۴۰۱–۱۴۰۰           | ۱۶   | ۰  |
| ۴۱ | الویس کامسوبا        | بوروندی          | هافبک     | ۱۴۰۲–۱۴۰۱           | ۱۴   | ۰  |
| ۴۲ | مانوئل فرناندز       | پرتغال           | هافبک     | ۱۴۰۲–۱۴۰۱           | ۱۴   | ۱  |
| ۴۳ | رناتو سیلویرا        | برزیل            | مدافع     | ۱۴۰۱                | ۹    | ۰  |
| ۴۴ | نیلسون جونیور        | برزیل            | مدافع     | ۱۴۰۲–۱۴۰۱           | ۳۰   | ۱  |
| ۴۵ | ایگور کاتاتو         | برزیل            | مهاجم     | ۱۴۰۲–۱۴۰۱           | ۱۱   | ۱  |
| ۴۶ | برایان دابو          | بورکینافاسو      | هافبک     | ۱۴۰۴–۱۴۰۲           | ۶۳   | ۱  |
| ۴۷ | عیسی عباس            | غنا              | هافبک     | ۱۴۰۲                | ۵    | ۰  |
| ۴۸ | وحدت حنانوف          | تاجیکستان        | مدافع     | اکنون–۱۴۰۳          |      |    |
| ۴۹ | استیون ان‌زونزی       | فرانسه           | هافبک     | ۱۴۰۴–۱۴۰۳           | ۳۴   | ۳  |
| ۵۰ | ابوبکر کامارا        | موریتانی         | مهاجم     | ۱۴۰۴–۱۴۰۳           | ۲۳   | ۳  |
| ۵۱ | وسام بن یدر          | فرانسه           | مهاجم     | ۱۴۰۴                | ۶    | ۱  |

- بازیکنانی که نامشان پررنگ نوشته شده است، سابقهٔ ملی در یک یا چند ردهٔ ملی را دارند.
- تعداد بازی‌ها و گل‌های ثبت شده، فقط مربوط به مسابقات لیگ داخلی می‌باشد.

### بازیکنان تورنمنت‌های بین‌المللی
| مسابقات                         | بازیکنان                                                                   |
| ------------------------------- | -------------------------------------------------------------------------- |
| جام جهانی ۱۹۷۸                  | محمدعلی شجاعی بهرام مودت                                                   |
| جام جهانی ۲۰۰۶                  | رسول خطیبی محرم نویدکیا                                                    |
| جام ملت‌های آسیا ۲۰۰۷            | هادی عقیلی                                                                 |
| جام کنفدراسیون‌ها ۲۰۰۹           | عبدالوهاب ابوالهیل عماد رضا                                                |
| جام ملت‌های آسیا ۲۰۱۱            | احسان حاج‌صفی هادی عقیلی سید جلال حسینی خسرو حیدری سید مهدی رحمتی محسن بنگر |
| جام جهانی ۲۰۱۴                  | رحمان احمدی احسان حاج صفی                                                  |
| جام ملت‌های آسیا ۲۰۱۵            | احسان حاج‌صفی وریا غفوری                                                    |
| جام ملت‌های آسیا ۲۰۱۹            | پیام نیازمند                                                               |
| جام جهانی ۲۰۲۲                  | پیام نیازمند رامین رضاییان                                                 |
| قهرمانی فوتبال آسیای مرکزی ۲۰۲۳ | پیام نیازمند رامین رضاییان محمد کریمی امید نورافکن                         |
| جام ملت‌های آسیا ۲۰۲۳            | پیام نیازمند رامین رضاییان آریا یوسفی شهریار مغانلو رضا اسدی               |

## مربیان و مدیران

### مربیان تاریخ باشگاه
| مربی                | ملیت                            | سال       |
| محمود حریری         | ایران                           | ۱۳۳۹–۱۳۳۲ |
| کمیته فنی           | کمیته فنی                       | ۱۳۴۹–۱۳۳۹ |
| محمود یاوری         | ایران                           | ۱۳۵۶–۱۳۴۹ |
| زدراکو رایکوف       | جمهوری فدرال سوسیالیست یوگسلاوی | ۱۳۵۶      |
| محمود یاوری         | ایران                           | ۱۳۵۹–۱۳۵۶ |
| مسعود تابش          | ایران                           | ۱۳۷۲–۱۳۵۹ |
| فیروز کریمی         | ایران                           | ۱۳۷۳–۱۳۷۲ |
| ناصر حجازی          | ایران                           | ۱۳۷۴–۱۳۷۳ |
| محمود یاوری         | ایران                           | ۱۳۷۵–۱۳۷۴ |
| رسول کربکندی        | ایران                           | ۱۳۷۷–۱۳۷۵ |
| مهدی مناجاتی        | ایران                           | ۱۳۷۸–۱۳۷۷ |
| حمید ندیمیان        | ایران                           | ۱۳۸۰–۱۳۷۸ |
| استانکو پوکله‌پوویچ  | کرواسی                          | ۱۳۸۱–۱۳۸۰ |
| فرهاد کاظمی         | ایران                           | ۱۳۸۳–۱۳۸۱ |
| ناصر پورمهدی (موقت) | ایران                           | ۱۳۸۳      |
| استانکو پوکله‌پوویچ  | کرواسی                          | ۱۳۸۴–۱۳۸۳ |
| ادسون تاوارس        | برزیل                           | ۱۳۸۵–۱۳۸۴ |
| لوکا بوناچیچ        | کرواسی                          | ۱۳۸۶–۱۳۸۵ |
| کریم قنبری (موقت)   | ایران                           | ۱۳۸۶      |
| جوروان ویرا         | برزیل                           | ۱۳۸۷–۱۳۸۶ |
| انگین فیرات         | ترکیه                           | ۱۳۸۷      |
| حسین چرخابی         | ایران                           | ۱۳۸۷      |

| مربی                 | ملیت   | سال       |
| فرهاد کاظمی          | ایران  | ۱۳۸۸–۱۳۸۷ |
| بیژن طاهری (موقت)    | ایران  | ۱۳۸۸      |
| امیر قلعه‌نویی        | ایران  | ۱۳۹۰–۱۳۸۸ |
| لوکا بوناچیچ         | کرواسی | ۱۳۹۰      |
| کریم قنبری (موقت)    | ایران  | ۱۳۹۰      |
| زلاتکو کرانچار       | کرواسی | ۱۳۹۳–۱۳۹۰ |
| حسین فرکی            | ایران  | ۱۳۹۴–۱۳۹۳ |
| محرم نویدکیا (موقت)  | ایران  | ۱۳۹۴      |
| ایگور اشتیماتس       | کرواسی | ۱۳۹۵–۱۳۹۴ |
| قاسم زاغی‌نژاد (موقت) | ایران  | ۱۳۹۵      |
| عبدالله ویسی         | ایران  | ۱۳۹۵      |
| زلاتکو کرانچار       | کرواسی | ۱۳۹۶–۱۳۹۵ |
| کریم قنبری (موقت)    | ایران  | ۱۳۹۶      |
| منصور ابراهیم‌زاده    | ایران  | ۱۳۹۷–۱۳۹۶ |
| امیر قلعه‌نویی        | ایران  | ۱۳۹۹–۱۳۹۷ |
| میگوئل تکسیرا (موقت) | پرتغال | ۱۳۹۹      |
| محرم نویدکیا         | ایران  | ۱۴۰۱–۱۳۹۹ |
| ژوزه مورایس          | پرتغال | ۱۴۰۳–۱۴۰۱ |
| هوگو آلمیدا (موقت)   | پرتغال | ۱۴۰۳      |
| پاتریس کارترون       | فرانسه | ۱۴۰۴–۱۴۰۳ |
| محرم نویدکیا         | ایران  | ۱۴۰۴–     |

### کادر فنی کنونی

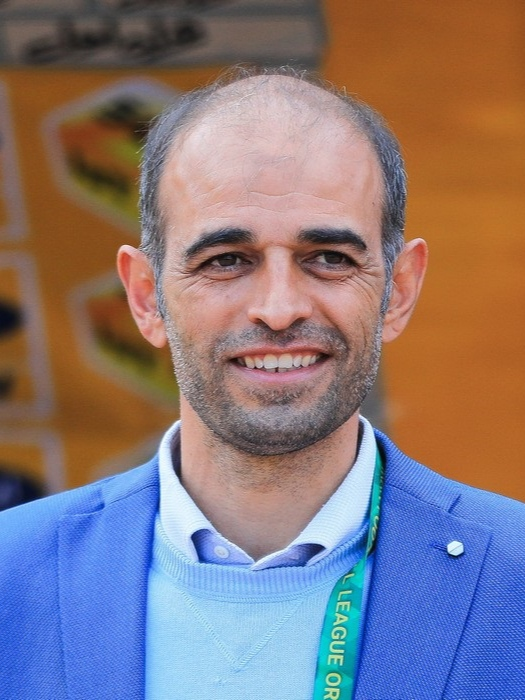
محرم نویدکیا سرمربی فعلی سپاهان

| سمت              | نام                 |
| سرمربی           | محرم نویدکیا        |
| دستیاران         | هادی عقیلی          |
| دستیاران         | گابریل پین          |
| دستیاران         | رسول نویدکیا        |
| دستیاران         | محمد سواری          |
| مربی دروازه‌بان‌ها | برانکو کاتیچ        |
| مربی بدنسازی     | علیرضا ربانی        |
| آنالیزور         | منوچهر رضایی        |
| پزشک             | عباسعلی ربیعی       |
| فیزیوتراپیست     | مهدی صدیقی          |
| ماساژور          | حمیدرضا کلانتری     |
| ماساژور          | محمد سروری          |
| تدارکات          | ناصر ملارضایی       |
| تدارکات          | سعید شبیه‌خانی       |
| مدیر رسانه‌ای     | مسعود سعیدی         |
| سرپرست           | احمد جمشیدیان       |
| مدیر روابط عمومی | محمدصادق میرصالحیان |

### مربیان برجسته
| فرهاد کاظمی    | ۱۳۸۳–۱۳۸۱ ۱۳۸۸–۱۳۸۷ | ۱ | ۱ | ۱ | ۰           | ۳ |
| لوکا بوناچیچ   | ۱۳۸۶–۱۳۸۵ ۱۳۹۰      | ۰ | ۲ | ۰ | نایب قهرمان | ۲ |
| امیر قلعه‌نویی  | ۱۳۹۰–۱۳۸۸ ۱۳۹۹–۱۳۹۷ | ۲ | ۰ | ۰ | ۰           | ۲ |
| زلاتکو کرانچار | ۱۳۹۳–۱۳۹۰ ۱۳۹۶–۱۳۹۵ | ۱ | ۱ | ۰ | ۰           | ۲ |
| حسین فرکی      | ۱۳۹۴–۱۳۹۳           | ۱ | ۰ | ۰ | ۰           | ۱ |
| ژوزه مورایس    | ۱۴۰۳–۱۴۰۲           | ۰ | ۱ | ۰ | ۰           | ۱ |

### مدیران عامل
| محمود حریری     | ۱۳۳۲          | ۱۳۶۱          |          |          |          |
| مسعود تابش      | ۱۳۶۱          | ۱۳۷۲          |          |          |          |
| مهدی تاج        | ۱۳۷۲          | ۱۳۷۷          |          |          |          |
| هاشم رضایی      | ۱۳۷۷          | ۱۳۷۹          |          |          |          |
| ابراهیم خلیلی   | ۱۳۷۹          | ۱۳۸۰          |          |          |          |
| فرود احمدی      | ۱۳۸۰          | ۱۳۸۱          |          |          |          |
| محمدرضا ساکت    | مرداد ۱۳۸۱    | مرداد ۱۳۹۰    |          |          |          |
| علیرضا رحیمی    | مرداد ۱۳۹۰    | شهریور ۱۳۹۲   |          |          |          |
| محمد ترابیان *  | شهریور ۱۳۹۲   | مهر ۱۳۹۲      |          |          |          |
| محمد ترابیان    | مهر ۱۳۹۲      | بهمن ۱۳۹۲     |          |          |          |
| مهرزاد خلیلیان  | بهمن ۱۳۹۲     | مرداد ۱۳۹۴    |          |          |          |
| اصغر باقریان    | مرداد ۱۳۹۴    | مهر ۱۳۹۵      |          |          |          |
| محسن طاهری      | مهر ۱۳۹۵      | دی ۱۳۹۶       |          |          |          |
| مسعود تابش *    | دی ۱۳۹۶       | اردیبهشت ۱۳۹۷ |          |          |          |
| مسعود تابش      | اردیبهشت ۱۳۹۷ | اسفند ۱۳۹۸    |          |          |          |
| منوچهر نیکفر *  | اسفند ۱۳۹۸    | شهریور ۱۳۹۹   |          |          |          |
| محمدرضا ساکت    | شهریور ۱۳۹۹   | آذر ۱۴۰۲      |          |          |          |
| منوچهر نیکفر *  | آذر ۱۴۰۲      | اردیبهشت ۱۴۰۳ |          |          |          |
| مهدی آذربایجانی | اردیبهشت ۱۴۰۳ | مهر ۱۴۰۳      |          |          |          |
| احمد یوسف زاده  | مهر ۱۴۰۳      | متصدی         | *=سرپرست | *=سرپرست | *=سرپرست |

### آمار کلی
جدول زیر آمار برتریان مربیان باشگاه سپاهان از ابتدای سال ۱۳۸۰ است.
- به‌روز رسانی: ۲۹ آبان ۱۴۰۳

| نام            | کشور   | بازی | برد | مساوی | باخت | گل‌زده | گل‌خورده | میانگین امتیاز |
| -------------- | ------ | ---- | --- | ----- | ---- | ----- | ------- | -------------- |
| امیر قلعه‌نوعی  | ایران  | ۱۵۶  | ۷۸  | ۵۴    | ۲۴   | ۲۵۲   | ۱۲۴     | ۱/۸۴           |
| زلاتکو کرانچار | کرواسی | ۱۴۷  | ۷۰  | ۴۳    | ۳۴   | ۲۱۱   | ۱۳۷     | ۱/۷۲           |
| فرهاد کاظمی    | ایران  | ۱۰۲  | ۴۲  | ۳۱    | ۲۹   | ۱۵۰   | ۱۱۵     | ۱/۵۴           |
| ژوزه مورایس    | پرتغال | ۸۸   | ۵۲  | ۱۷    | ۱۹   | ۱۵۴   | ۷۸      | ۱/۹۶           |
| محرم نویدکیا   | ایران  | ۷۵   | ۴۱  | ۲۰    | ۱۴   | ۱۱۳   | ۶۵      | ۱/۹۰           |
| حسین فرکی      | ایران  | ۴۲   | ۲۶  | ۱۰    | ۶    | ۷۸    | ۳۱      | ۲/۰۹           |
| لوکا بوناچیچ   | کرواسی | ۳۶   | ۱۹  | ۸     | ۹    | ۶۲    | ۴۱      | ۱/۸۹           |

## ورزشگاه و امکانات

### ورزشگاه خانگی

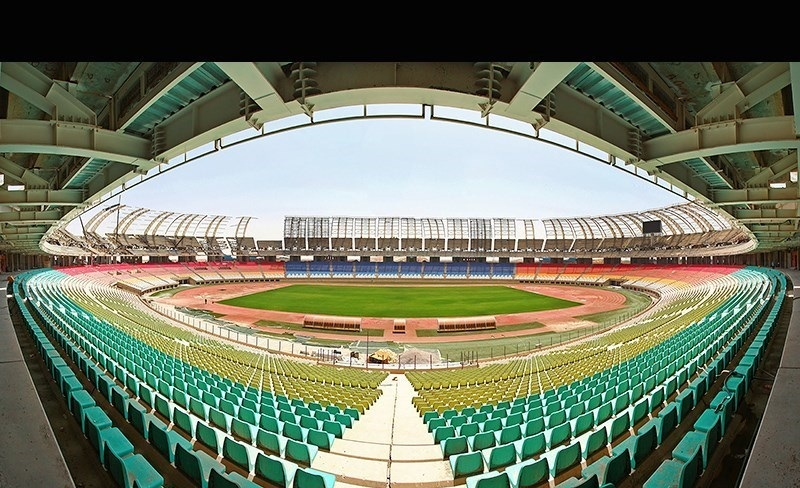
ورزشگاه نقش جهان

این تیم در گذشته بازی‌های خود را در ورزشگاه تختی اصفهان (باغ همایون سابق)، ورزشگاه ۲۲ بهمن اصفهان و ورزشگاه فولادشهر اصفهان برگزار می‌کرد. ورزشگاه نقش جهان که ساخت آن از سال ۱۳۷۴ آغاز شده بود، فاز اول آن در سال ۱۳۸۱ به بهره‌برداری رسید و سپاهان در این ورزشگاه قهرمانی در لیگ برتر و جام حذفی را نیز تجربه کرد. در سال ۱۳۸۶ ورزشگاه نقش جهان جهت ساخت فاز دوم تعطیل شد. سپاهان از سال ۱۳۸۶ تا سال ۱۳۹۵ در ورزشگاه فولادشهر که ورزشگاه اختصاصی باشگاه فوتبال ذوب‌آهن اصفهان می‌باشد، مسابقات خانگی‌اش را برگزار می‌کرد. سپاهان بازی رفت فینال لیگ قهرمانان آسیا ۲۰۰۷ را در ورزشگاه فولادشهر به انجام رساند. سپاهانی‌ها که نخستین بازی‌های خود در لیگ قهرمانان آسیا را در ورزشگاه نقش جهان برگزار کردند و همچنین اولین قهرمانی خود در لیگ برتر و همچنین دو قهرمانی در جام حذفی را در این ورزشگاه جشن گرفتند، سال‌ها در انتظار تکمیل این ورزشگاه بوده‌اند. در ۸ آذر ۱۳۹۳، وزارت ورزش و جوانان، مدیریت اجرایی ورزشگاه نقش جهان را برای تکمیل و بهره‌برداری آن به مجتمع فولاد مبارکه واگذار کرد. فاز دوم این ورزشگاه در تاریخ ۱۲ آبان ۱۳۹۵ افتتاح شد و دو روز بعد، اولین بازی رسمی سپاهان پس از گذشت بیش از ۹ سال در این ورزشگاه برگزار شد.

### زمین تمرین
در گذشته سپاهان معمولاً در مجموعه اختصاصی صفائیه مبارکه یا آرارات اصفهان تمرین می‌کرد. در سال ۱۳۸۸ فولاد مبارکه، مجموعه ورزشی-تفریحی فردوس را از شرکت پلی‌اکریل اصفهان خریداری کرد و در دست نوسازی و توسعه قرار داد. این مجموعه هم‌اکنون جهت تمرینات تیم سپاهان مورد استفاده قرار می‌گیرد و از امکانات بالایی برخوردار است.

### موزه افتخارات
سپاهان، نخستین باشگاه ایرانی دارای موزه افتخارات است.
در موزه باشگاه سپاهان سیر تاریخی تکمیل باشگاه، افتخارات باشگاه سپاهان، تصاویر بازیکنان سابق و ملی‌پوشان اسبق، هواداران، هنرمندان حامی تیم، بازیکنان نامی تیم‌های مختلف، جام‌های قهرمانی لیگ برتر و جام حذفی، اقلام و مدال‌های اهدایی سایر ورزشکاران و تیم‌ها دیده می‌شود که هویت و تاریخ باشگاه سپاهان را می‌سازند.
موزه افتخارات سپاهان به عنوان اولین موزه باشگاهی در کشور از سال ۱۳۹۹ آغاز به کار کرد. این موزه در ضلع غربی ورزشگاه نقش‌جهان واقع شده است و هدف از ساخت آن معرفی تاریخچه ورزشگاه نقش‌جهان و نمایش افتخارات باشگاه سپاهان است.
در سال ۱۴۰۴ موزه باشگاه سپاهان در شاخص حفاظت و نگهداری و همچنین شاخص بازدید رتبه سوم کشور را کسب کرد.

## رکوردها

### آمار و رکوردها
نخستین تیم در  لیگ برتر خلیج فارس که سه دوره متوالی به قهرمانی رسیده است. (فصل‌های ۸۹–۱۳۸۸، ۹۰–۱۳۸۹ و ۹۱–۱۳۹۰)
 نخستین تیم در تاریخ فوتبال ایران که چهار سال پیاپی جام کشوری کسب کرد. (سه قهرمانی متوالی لیگ برتر و یک قهرمانی جام حذفی)
 نخستین تیم ایرانی در تاریخ که به مسابقات جام باشگاه‌های جهان راه یافت در سال ۲۰۰۷
 رتبهٔ ۵۵ برترین باشگاه‌های فوتبال جهان و رتبهٔ اول آسیا در رده‌بندی فدراسیون بین‌المللی تاریخ و آمار فوتبال، سال ۱۳۸۶
 پرافتخارترین باشگاه فوتبال کشور در دههٔ ۱۳۸۰ خورشیدی
 پیام نیازمند دروازه‌بان سپاهان رکورددار کلین‌شیت در ایران با ۹۴۰ دقیقه گل نخوردن است که در آبان سال ۱۳۹۸ این رکورد به دست آمد.

## افتخارات تیمی
سپاهان با کسب ۳۰ عنوان قهرمانی رسمی در جام‌های کشوری و استانی (بالاترین سطح) سومین تیم پرافتخار باشگاهی فوتبال ایران است.
| جام‌های کشوری سپاهان | جام‌های کشوری سپاهان | جام‌های کشوری سپاهان | جام‌های کشوری سپاهان | جام‌های کشوری سپاهان                         |
| نوع                 | رقابت‌ها             | رقابت‌ها             | قهرمانی‌ها           | فصل‌ها                                       |
| ------------------- | ------------------- | ------------------- | ------------------- | ------------------------------------------- |
| داخلی               | کشوری               | لیگ برتر ایران      | ۵                   | ۸۲–۱۳۸۱، ۸۹–۱۳۸۸، ۹۰–۱۳۸۹، ۹۱–۱۳۹۰، ۹۴–۱۳۹۳ |
| داخلی               | کشوری               | جام حذفی ایران      | ۵                   | ۸۳–۱۳۸۲، ۸۵–۱۳۸۴، ۸۶–۱۳۸۵، ۹۲–۱۳۹۱، ۰۳–۱۴۰۲ |
| داخلی               | کشوری               | جام قهرمانی ایران   | ۱                   | ۱۳۴۲                                        |
| داخلی               | کشوری               | سوپر جام            | ۱                   | ۱۴۰۳                                        |
| مجموع               | مجموع               | مجموع               | ۱۲                  | ۱۲                                          |

عملکرد سپاهان در لیگ دسته دوم کشور:
- - قهرمانی (۱):  ۵۳–۱۳۵۲
  - نایب قهرمانی (۱): ۷۲–۱۳۷۱

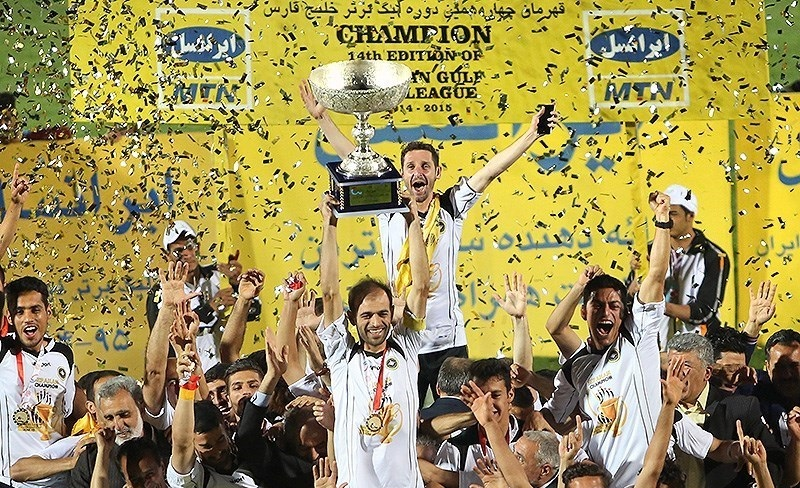
قهرمانی باشگاه فوتبال سپاهان اصفهان در لیگ برتر فوتبال ایران ۹۴–۱۳۹۳

باشگاه سپاهان در طی تاریخ خود در ۲ جام غیررسمی و دوستانه نیز به مقام قهرمانی رسیده است.
- جام اتحادیه تهران
  - قهرمانی: ۱۳۸۲
- جام نقش جهان
  - قهرمانی: ۱۳۷۴

 بهترین تیم سال فوتبال ایران:
 لیگ برتر ۸۲_۱۳۸۱
 لیگ برتر ۸۶_۱۳۸۵
- خلاصه جام‌ها:

🟡 جام‌های کشوری (سطح یک)
(لیگ‌های سراسری، جام حذفی، سوپرجام): (۱۲) قهرمانی
🟡 جام‌های کشوری (سطح دو):
(لیگ دسته دوم): (۱) قهرمانی
🟡 جام‌های استانی:
(مسابقات قهرمانی باشگاه‌های اصفهان، لیگ استان اصفهان): (۱۷) قهرمانی
🟡 جام‌های غیررسمی: (۲) قهرمانی

## افتخارات فردی
گلزنان برتر (آقای گل) در لیگ فوتبال ایران:
- لیگ برتر ۸۲–۱۳۸۱:  ادموند بزیک – ۱۳ گل
- لیگ برتر ۸۹–۱۳۸۸:  عماد محمد رضا – ۱۹ گل
- لیگ برتر ۹۸–۱۳۹۷:  کیروس استنلی – ۱۶ گل (مشترک)
- لیگ برتر ۱۴۰۰–۱۳۹۹:  سجاد شهباززاده – ۲۰ گل
- لیگ برتر ۱۴۰۲–۱۴۰۱: شهریار مغانلو – ۱۳ گل
- لیگ برتر ۰۳_۱۴۰۲:  شهریار مغانلو _ ۱۶ گل

 بازیکن سال فوتبال ایران:
- فصل ۸۲–۱۳۸۱:  محرم نویدکیا
- فصل ۹۲–۱۳۹۱:  محرم نویدکیا

 مرد سال فوتبال ایران:
لیگ برتر ۰۳_۱۴۰۲:  رامین رضاییان
 پدیده سال فوتبال ایران:
لیگ برتر ۰۳_۱۴۰۲:  محمد جواد حسین‌نژاد
 بهترین پدیده جوان:
لیگ برتر ۸۷_۱۳۸۶:
 احسان حاج‌صفی
 بهترین بازیکن خارجی:
لیگ برتر ۸۲_۱۳۸۱:
 آرمناک پطروسیان
 بهترین مهاجم لیگ:
لیگ برتر ۸۲_۱۳۸۱:
 ادموند بزیک و محمود کریمی
 بهترین هافبک لیگ:
لیگ برتر ۸۲_۱۳۸۱:
 ادموند بزیک
 بهترین مدافع لیگ:
لیگ برتر ۸۲_۱۳۸۱:
 رضا حسن‌زاده
 بهترین سرمربی لیگ:
لیگ برتر ۸۲_۱۳۸۱:
 فرهاد کاظمی
 بهترین مدافع لیگ:
لیگ برتر ۹۴_۱۳۹۳:
 وریا غفوری
 بهترین سرمربی لیگ:
لیگ برتر ۹۴_۱۳۹۳:
 حسین فرکی
 بازیکن اخلاق لیگ:
لیگ برتر ۹۸_۱۳۹۷:
 پیام نیازمند
 بهترین هافبک لیگ:
لیگ برتر ۹۸_۱۳۹۷:
 مهدی کیانی
 بهترین مهاجم لیگ:
لیگ برتر ۹۸_۱۳۹۷:
 کیروس استنلی
 پیام نیازمند دروازه‌بان سپاهان رکورددار کلین‌شیت در ایران با ۹۴۰ دقیقه گل نخوردن است که در آبان سال ۱۳۹۸ این رکورد به دست آمد.
از دیگر بازیکنان رکورددار در گل نخوردن آرمناک پطروسیان است او در لیگ برتر ۸۱–۱۳۸۰ در سپاهان به مدت بیش از دو ماه (از ۲۷ آبان تا ۷ بهمن ۱۳۸۰) و ۷۰۴ دقیقه هیچ گلی دریافت نکرد و از آن زمان تا دی ماه ۱۳۹۶ نزدیک به ۱۶ سال رکورددار طولانی‌ترین زمان گل نخوردن در لیگ برتر فوتبال ایران نیز بود.

## گلزنان برتر سپاهان
| فصل       | بازیکن                   | گل‌زده |
| --------- | ------------------------ | ----- |
| ۸۱–۱۳۸۰   | ادموند بزیک              | ۶     |
| ۸۲–۱۳۸۱   | ادموند بزیک (آقای گل)    | ۱۳    |
| ۸۳–۱۳۸۲   | رسول خطیبی               | ۸     |
| ۸۴–۱۳۸۳   | رسول خطیبی               | ۱۴    |
| ۸۵–۱۳۸۴   | رسول خطیبی               | ۱۰    |
| ۸۶–۱۳۸۵   | عماد رضا                 | ۹     |
| ۸۷–۱۳۸۶   | محمود کریمی              | ۹     |
| ۸۸–۱۳۸۷   | عماد رضا                 | ۱۴    |
| ۸۹–۱۳۸۸   | عماد رضا (آقای گل)       | ۱۹    |
| ۹۰–۱۳۸۹   | ابراهیم توره             | ۱۸    |
| ۹۱–۱۳۹۰   | عماد رضا                 | ۹     |
| ۹۲–۱۳۹۱   | محمدرضا خلعتبری          | ۱۳    |
| ۹۳–۱۳۹۲   | مهدی شریفی               | ۸     |
| ۹۴–۱۳۹۳   | مهدی شریفی               | ۱۲    |
| ۹۵–۱۳۹۴   | محمدرضا خلعتبری          | ۴     |
| ۹۵–۱۳۹۴   | لوسیانو پریرا            | ۴     |
| ۹۶–۱۳۹۵   | مسعود حسن‌زاده            | ۷     |
| ۹۶–۱۳۹۵   | مهرداد محمدی             | ۷     |
| ۹۷–۱۳۹۶   | ساسان انصاری             | ۱۱    |
| ۹۸–۱۳۹۷   | کیروس استنلی (آقای گل)   | ۱۶    |
| ۹۹–۱۳۹۸   | کیروس استنلی             | ۷     |
| ۱۴۰۰–۱۳۹۹ | سجاد شهباززاده (آقای گل) | ۲۰    |
| ۰۱–۱۴۰۰   | شهریار مغانلو            | ۸     |
| ۰۲–۱۴۰۱   | شهریار مغانلو (آقای گل)  | ۱۳    |
| ۰۳–۱۴۰۲   | شهریار مغانلو (آقای گل)  | ۱۶    |
| ۰۴–۱۴۰۳   | مهدی لیموچی              | ۹     |

| #                     | بازیکن          | گل‌زده |
| --------------------- | --------------- | ----- |
| ۱                     | عماد رضا        | ۵۹    |
| ۲                     | محرم نویدکیا    | ۴۳    |
| ۳                     | شهریار مغانلو   | ۳۷    |
| ۴                     | ابراهیم توره    | ۳۶    |
| ۵                     | احسان حاج‌صفی    | ۳۵    |
| ۵                     | سجاد شهباززاده  | ۳۵    |
| ۶                     | رسول خطیبی      | ۳۲    |
| ۷                     | محمود کریمی     | ۳۱    |
| ۸                     | ادموند بزیک     | ۳۰    |
| ۹                     | محمدرضا خلعتبری | ۲۷    |
| ۱۰                    | مهدی شریفی      | ۲۶    |
| ۱۱                    | کیروس استنلی    | ۲۴    |
| ۱۲                    | احمد جمشیدیان   | ۲۳    |
| ۱۲                    | هادی عقیلی      | ۲۳    |
| بروزرسانی: ۱ تیر ۱۴۰۳ |                 |       |

### برترین گلزنان سپاهان در همه ادوار
ده گلزن برتر باشگاه سپاهان در تمام ادوار عبارتند از:

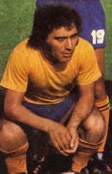
علیرضا رحیمی برترین گلزن تاریخ سپاهان

1. علیرضا رحیمی: ۹۸ گل[۱۱۷]
2. عماد رضا: ۶۶ گل
3. محمود کریمی: ۵۴ گل
4. شهریار مغانلو: ۴۶ گل
5. ابراهیم توره: ۴۴ گل
6. محرم نویدکیا: ۴۳ گل[۱۱۸]
7. سجاد شهباززاده: ۴۲ گل
8. رسول خطیبی: ۳۹ گل
9. احسان حاج صفی: ۳۸ گل
10. مهدی سیدصالحی: ۳۶ گل

## باشگاه‌های خواهرخوانده
سپاهان با باشگاه‌های زیر خواهرخوانده است:
| - زنیت - اینتر میلان - اسپانیول - پیونیک - فنرباغچه - کایسری - بنیادکار - پاختاکور - لوکوموتیو - استقلال تاجیکستان | - کروزیرو - کاوازاکی - العربی - الشارجه - العهد - المیناء - جوناک - تراکتور - بنفیکا - آلومینیوم اراک |

## آکادمی سپاهان
سپاهان آینده‌سازترین باشگاه ایران است.
آکادمی فوتبال باشگاه سپاهان از آکادمی‌هایی است که در بازیکن‌سازی و پرورش فوتبالیست‌های بزرگ و شناسایی استعدادهای فوتبال اصفهان و ایران نقش به‌سزایی داشته است. از آن زمان که نام باشگاه به عنوان شاهین شناخته می‌شد، این باشگاه دارای آکادمی بوده است. از سال ۱۳۷۹ و پس از واگذاری باشگاه به مجتمع فولاد مبارکه، پرورش و استعدادیابی نیروهای جوان در این باشگاه نیز افزایش پیدا کرد و همچنین با استخدام مربیان و تأسیس پایگاه‌هایی در سطح استان اصفهان و کشور، فعالیت‌ها گسترش یافت.
آکادمی سپاهان از موفق‌ترین، باثبات‌ترین، منظم‌ترین، منسجم‌ترین و با امکانات‌ترین آکادمی‌های فوتبال در سطح کشور می‌باشد که فوتبالیست‌های موفقی را در رده‌های مختلف برای باشگاه و تیم ملی در رده‌های سنی مختلف پرورش داده است. باشگاه سپاهان برای استعدادیابی و کشف نیروهای مستعد، در نقاط مختلف ایران و در شهرهایی که نیروهای با استعداد وجود دارد، مدرسه فوتبال تأسیس کرده است.
آکادمی سپاهان در دو دهه اخیر یکی از منابع اصلی پرورش بازیکن و استعدادهای فوتبال ایران بوده است. احسان حاج‌صفی، محرم نویدکیا، رضا اسدی، حسین پاپی، محمود کریمی، سردار آزمون، محمدحسین مرادمند، میلاد سرلک، عارف غلامی، مهدی شریفی، امین جهان عالیان، مهدی جعفرپور، جلال‌الدین علی‌محمدی، اکبر ایمانی، آرمین سهرابیان، یاسین سلمانی، محمدجواد حسین‌نژاد، آریا یوسفی، کسری طاهری، رضا دهقانی، علی چوپانی، حسن جعفری، سبحان پسندیده، مهدی امینی و بسیاری از بازیکنان دیگر محصول این آکادمی هستند بازیکنانی که ردپای آن‌ها را نه تنها در سپاهان بلکه تیم‌های ملی، لیگ‌های خارجی، سرخابی‌های پایتخت و بیشتر تیم‌های لیگ برتر و حتی لیگ یک نیز مشاهده کرد.

## مالک باشگاه و سرمایه‌گذاران
به ادعای پیام یونسی‌پور در تحلیلی که در بی‌بی‌سی فارسی منتشر شده، سپاهان باشگاهی با دو سرمایه‌گذار دولتی و نظامی در ایران است. در این تحلیل یونسی‌پور از باشگاه سپاهان به عنوان غنیمت مشترک میان وزارت صنایع ایران و سپاه پاسداران انقلاب اسلامی یاد کرده است. شرکت سرمایه‌گذاری مهر اقتصاد ایرانیان، از مهم‌ترین بنیان‌گذاری‌های بازرگانی سپاه پاسداران بوده است؛ نهادی که سهام‌دار شرکت‌های بزرگی چون تایدواتر خاورمیانه، ایرالکو، فولاد مبارکه، توسعه معادن روی، توس‌گستر و بانک پارسیان نیز بوده است.

### جدول بر پایه سال
| سال‌ها      | مالک              | نام باشگاه          |
| ۱۳۴۶–۱۳۳۲  | محمود حریری       | شاهین               |
| ۱۳۶۱–۱۳۴۶  | محمود حریری       | سپاهان              |
| ۱۳۷۲–۱۳۶۱  | مسعود تابش        | سپاهان              |
| ۱۳۷۹–۱۳۷۲  | شرکت سیمان سپاهان | سیمان سپاهان        |
| اکنون–۱۳۷۹ | شرکت فولاد مبارکه | فولاد مبارکه سپاهان |

## هواداران

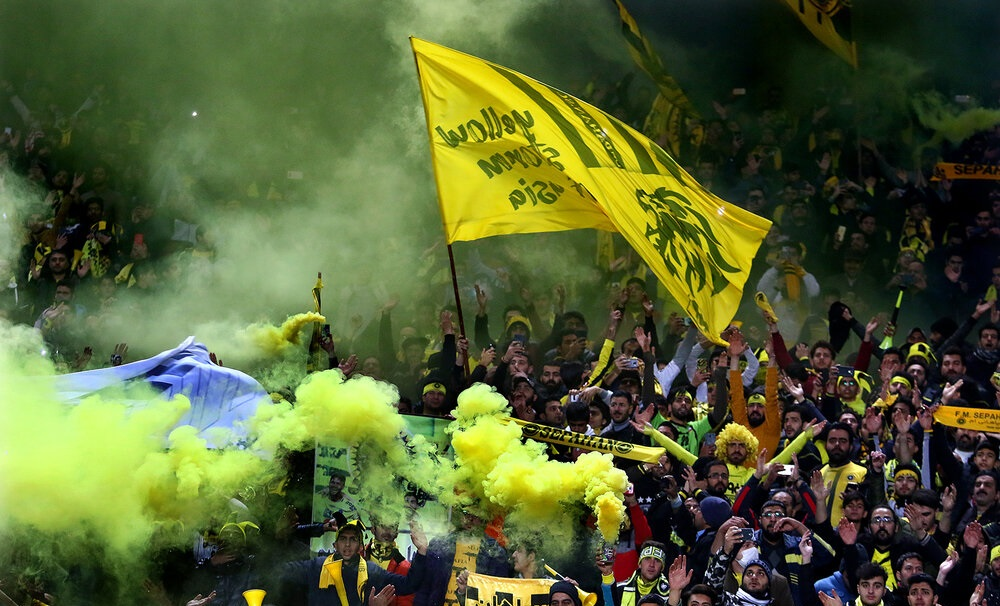
هواداران سپاهان در بازی با شاهین بوشهر

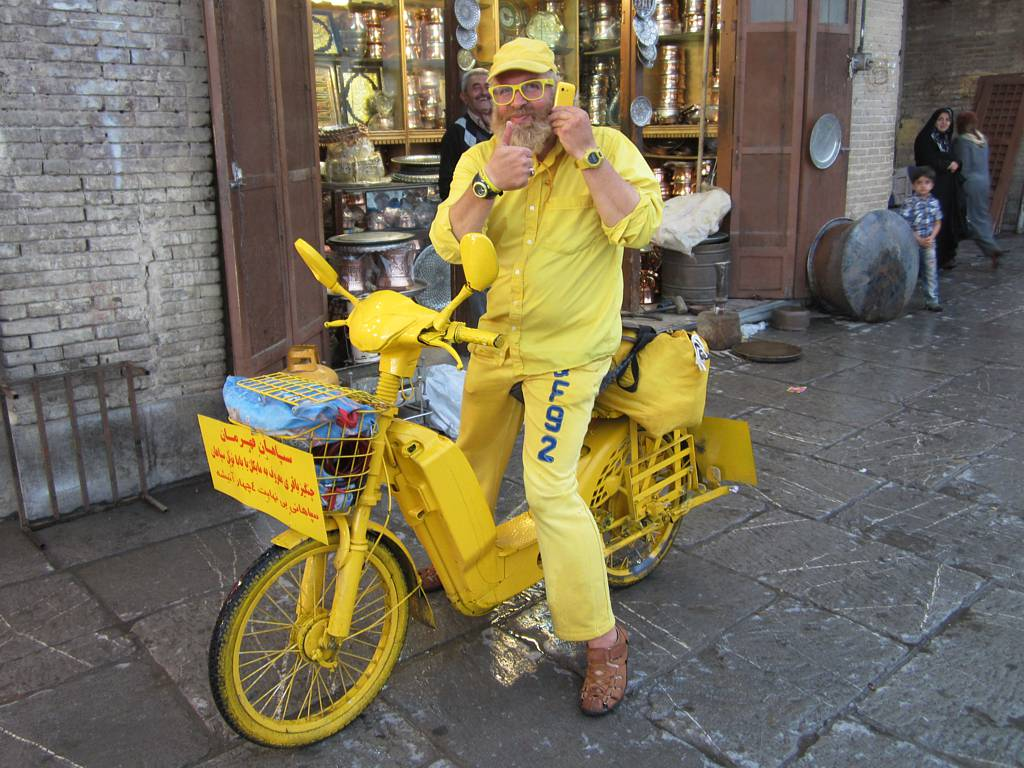
یکی از هواداران سپاهان

سپاهان از دیرباز یکی از باشگاه‌های پرهوادار فوتبال ایران محسوب می‌شده است. سپاهان محبوب‌ترین تیم اصفهان و یکی از پرهوادارترین باشگاه‌های ایران به حساب می‌آید. این باشگاه در کنار استقلال و پرسپولیس یکی از باشگاه‌های پرهوادار ایران شناخته می‌شود. با وجود اینکه باشگاه سپاهان در اصفهان قرار دارد و عمده هواداران سپاهان در اصفهان متمرکز هستند، اما این باشگاه در شهرهای دیگر ایران و خارج از ایران نیز هوادار دارد. سپاهان در کنار تیم تراکتور عنوان پرطرفدارترین
تیم‌های شهرستانی را یدک می‌کشند.
در سال ۲۰۲۴ و بر اساس اعلام سایت آماری فوتی‌رنکینگز، مسابقه بین سپاهان ایران و شباب الاهلی امارات در پلی آف لیگ نخبگان آسیا ، در بین ۵ بازی پرتماشاگر این قاره قرار گرفت ، بازی بین این دو تیم ۵۲ هزار و ۱۲۳ نفر تماشاگر داشت.

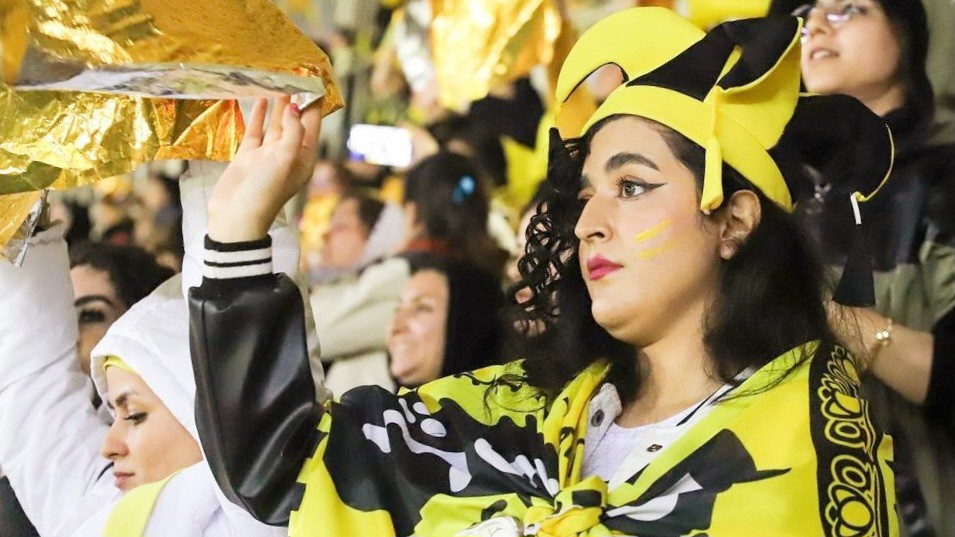
تصویری از بانوان هوادار سپاهان که پس از انقلاب برای نخستین بار در سال ۲۰۲۴ وارد ورزشگاه شدند.

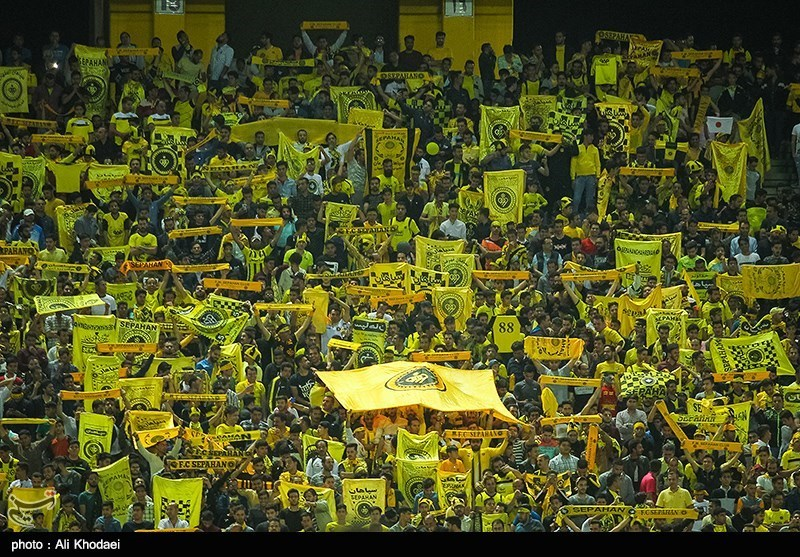
هواداران سپاهان در بازی با استقلال خوزستان ۲۰۱۹

### حمایت از اکراین
در ۲۸ بهمن ۱۴۰۱، سپاهان در ورزشگاه خانگی خود در اصفهان، یک بازی دوستانه مقابل قهرمان لیگ روسیه زنیت، انجام داد و با تیم ذخیره خود، ۲ بر صفر پیروز شد. همزمان گروهی از هواداران سپاهانی در حمایت از مردم اکراین در حمله روسیه به اوکراین، پرچم اوکراین را برافراشتند. 

### برافراشتن بزرگترین پرچم هواداری ایران
در تاریخ ۲۴ بهمن ۱۴۰۳ بزرگترین پرچم هواداری ایران در ورزشگاه نقش‌جهان به اهتزاز درآمد. پیش از آغاز بازی سپاهان و پرسپولیس در مرحله یک هشتم نهایی جام حذفی هواداران سپاهان از پرچم غول‌آسای خود رونمایی کردند.
هواداران سپاهان با پرچم بزرگ و شعار " طوفان زرد آسیا " و تصویری از " سی و سه پل " حمایت خود را از تیم محبوبشان نشان دادند و به نوعی به حواشی بازی قبلی هم واکنش نشان دادند، حواشی که مربوط به پوستر پیش بازی پرسپولیس مربوط می‌شد و استفاده از نماد سی‌و‌سه‌پل در پرچم سپاهان به این علت است.
این پرچم بزرگ طول چمن ورزشگاه نقش جهان را گرفته بود و قاب جالبی را پیش از شروع مسابقه و هنگام ورود سپاهان به زمین چمن نقش جهان خلق کرده بود.

### شعارهای ملی

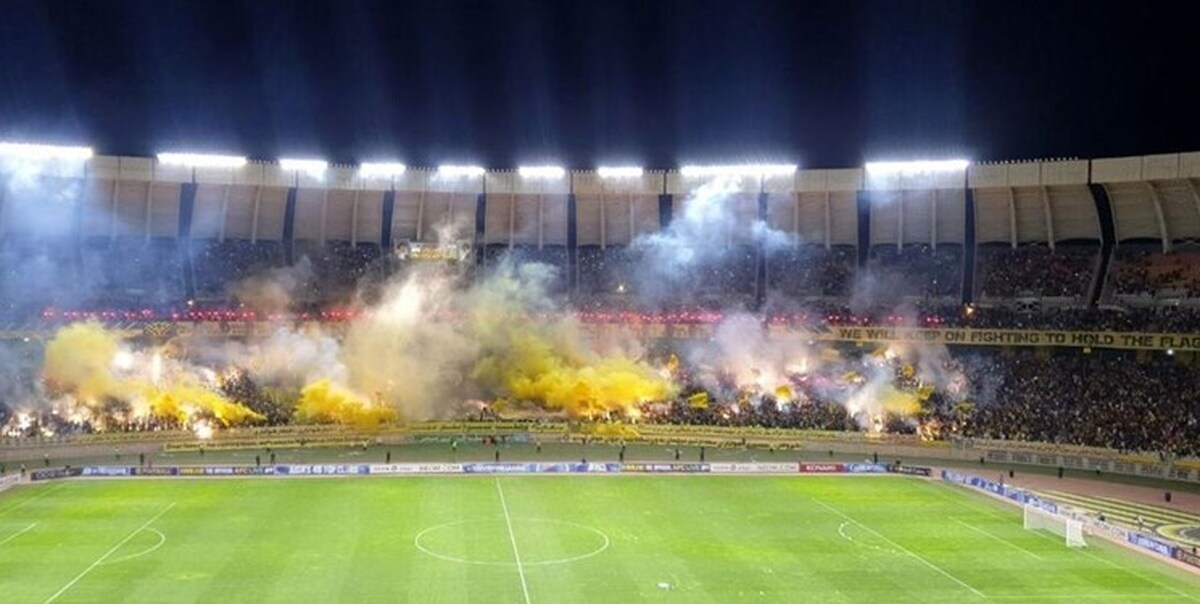
جو ورزشگاه نقش جهان پیش از آغاز بازی سپاهان و الاتحاد عربستان

پس از آنکه بازی سپاهان و الاتحاد به دلیل قرار داشتن مجسمه قاسم سلیمانی در کنار چمن زمین ورزشگاه لغو شد هواداران سپاهان شعار «رضاشاه روحت شاد» و «فوتبال با سیاست نمی‌خوایم نمی‌خوایم» سر دادند.
بازی فوتبال تیم‌های سپاهان و الاتحاد عربستان که قرار بود در چارچوب هفته دوم رقابت‌های لیگ قهرمانان آسیا ۲۴–۲۰۲۳ از ساعت ۱۹:۳۰ در ورزشگاه نقش جهان اصفهان آغاز شود به دلیل ترک ورزشگاه توسط تیم الاتحاد لغو شد. حدود ۶۰ هزار تماشاگر حامی تیم فوتبال سپاهان که برای تماشای مسابقه این تیم مقابل الاتحاد به ورزشگاه نقش جهان  آمده بودند پس از آنکه تیم رقیب به دلیل قرار دادن مجسمه قاسم سلیمانی در کنار زمین چمن از مسابقه خودداری کرد علیه مدیران و مسئولان حکومت شعار دادند: رضاشاه روحت شاد و فوتبال با سیاست نمی‌خوایم نمی‌خوایم.
هواداران سپاهان از شعار رضاشاه روحت شاد به عنوان ابراز نارضایتی از وضعیت فعلی و نوعی ابراز حمایت از تیم خود استفاده می‌کنند. در برخی موارد، این شعار در حین بازی‌های فوتبال توسط هواداران سپاهان سر داده شده است، که نشان می‌دهد این شعار به طور فزاینده‌ای در میان هواداران این تیم محبوب شده است.

### حمایت از خلیج فارس
در برخی از مسابقات آسیایی سپاهان هواداران این باشگاه شعارهای ملی نظیر «خلیج فارس ایران» را سر می‌دهند.

### اشعار و ترانه‌ها
باشگاه سپاهان به واسطه پشتوانه قوی هواداری و تأثیر عمیق فرهنگی در بین مردم علی‌الخصوص مردم اصفهان دارای حمایت‌های هواداری زیادی نیز می‌باشد. این حمایت‌ها به گونه ای است که عمدهٔ مردم این شهر بر این باورند که " بعد از زاینده رود دلخوشی مردم اصفهان تیم سپاهان می‌باشد ".
عشق مردم به سپاهان دارای سابقهٔ طولانی می‌باشد از این روی هواداران این تیم معمولاً برای تشویق تیم محبوبشان شعارها و سرودهای مختلفی را ساخته‌اند.
از معروفترین اشعار خوانده شده در بازی‌های این تیم به نمونه‌های زیر می‌توان اشاره کرد:
1. حمله، حمله، سپاهان حمله، سپاهان حمله
2. قرارمون یادت نره، ای سپاهان قهرمان …

شعر زیر نیز در اکثر بازی‌ها برای تشویق و روحیه دادن به بازیکنان سپاهان توسط هوادارن خوانده می‌شود.
- پرچم زردت برام مثل بهشته
- این سپاهان رو خدا رو دل نوشته
- تو قهرمانی سرور ایرانی
- همه خوب میدونن که حریف نداری
- بین همه تیم‌های دنیا عشق است سپاهان
- عشقم سپاهانه محبوب اصفهانه
- قلبم به عشقت میزنه این تیم شیرانه[۱۴۳]

برخی از خوانندگان مطرح نیز برای سپاهان آهنگ‌هایی سروده‌اند که در میان آنها آهنگ خورشیدهای روشن با خوانندگی علیرضا افتخاری، آهنگسازی فریدون خشنود و شعر سعید بیابانکی از محبوبیت خاصی برخوردار می‌باشد.

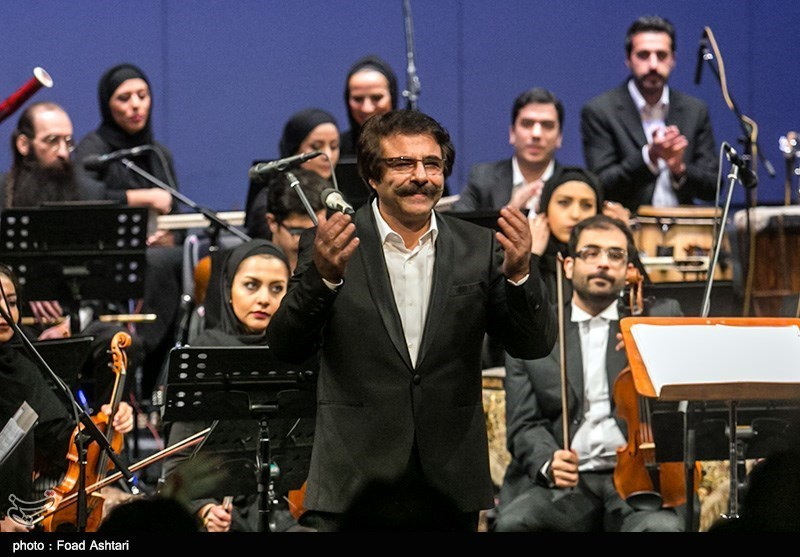
علیرضا افتخاری خوانندهٔ آهنگ خورشیدهای روشن

متن آهنگ خورشیدهای روشن به این شرح می‌باشد:
- دست خدا همراهتان باد
- مردان مرد میهن من
- ای زردپوشان سپاهان
- خورشیدهای روشن من
- ای زرد پوشان سپاهان
- ایران ما همرنگ خورشید
- روییده چون گل بر تن ما
- مثل غزالان باهم دویدید
- باهم پریدید با هم رسیدید
- ایران من ای در تو جاری
- زاینده رود هم صدایی
- ای مهد البرز و دماوند
- مهد شهیدان خدایی
- ای زرد پوشان سپاهان
- پیراهنی همرنگ خورشید
- روییده چون گل بر تن ما

## نماد و نشان‌واره

### نماد
این باشگاه همواره نمادهایی مانند «گل آفتابگردان» داشته است. آخرین کاراکتر و نمادی که به‌طور رسمی توسط باشگاه معرفی شد، «شیر زرد» است. شیر در فرهنگ ملی ما ایرانیان نماد قدرت، عزت و صلابت جاویدان است.
باشگاه سپاهان نیز در مرداد ۱۳۸۹ اعلام کرد به یمن داشتن ورزشکاران و مجموعه‌ای که این ویژگی‌های بزرگ را به کرات نشان داده‌اند، رسماً شیر را به عنوان کاراکتر خود معرفی کرده است.

### نشان‌واره
نشان‌واره، آرم یا لوگوی سپاهان در طول تاریخ این باشگاه دست‌خوش تغییراتی شده است. اولین نشان‌واره این باشگاه، در زمانیکه با نام شاهین اصفهان فعالیت می‌کرد، مشابه نشان‌واره باشگاه شاهین تهران نیز بوده است. در نشان واره های سابق باشگاه نیز نماد هایی از شهر اصفهان مانند پل الله وردی خان و مسجد شاه نیز وجود داشته است. 

آخرین نشان‌واره این باشگاه در بهمن ۱۳۸۵ در اوایل نیم فصل دوم لیگ برتر ۸۶–۱۳۸۵ جایگزین نشان‌واره قبلی شد و تا به اکنون بر روی پیراهن این تیم نقش بسته است. در این نشان‌واره، هر سه رنگ اصلی باشگاه (زرد، سیاه و سفید) به کار برده شده است. در این نشان واره از گل آفتابگردان به عنوان یکی از نمادهای سپاهان استفاده گردیده است.

آرم اولیه باشگاه ۱۳۴۶–۱۳۳۲ (شاهین اصفهان)
آرم قدیمی باشگاه ۱۳۵۹ –۱۳۵۰ (سپاهان اصفهان)
آرم سابق باشگاه ۱۳۸۵–۱۳۷۹ (فولاد مبارکه سپاهان)
آرم کنونی باشگاه
اکنون–۱۳۸۵
(فولاد مبارکه سپاهان)

## روز و هفتهٔ سپاهان
دوم آبان، در تقویم ورزشی به عنوان روز سپاهان نام‌گذاری شده است. در ۲ آبان ۱۳۸۶ حضور تیم فوتبال فولاد مبارکه سپاهان با صعود به فینال مسابقات لیگ قهرمانان آسیا به عنوان اولین و تنها تیم ایرانی در مسابقات معتبر جام باشگاه‌های جهان محرز و قطعی شد. دو سال بعد، هیئت مدیره باشگاه در مصوبه‌ای که با استقبال و نگاه مثبت سازمان تربیت بدنی و سایر نهادهای ذی‌صلاح همراه بود، این روز را به نام روز سپاهان و آغاز هفتهٔ سپاهان نامید.

## نشان تجاری سپاهان
سپاهان نخستین باشگاه ایرانی است که نشان تجاری خود را به ثبت رسانده است. باشگاه فولاد مبارکه سپاهان در راستای گسترش فعالیت‌های بازرگانی خود و حضور گسترده در بازار اقدام به ثبت نشان تجاری کرد. انتخاب این نشان تجاری با توجه به حضور تیم فوتبال فولاد مبارکه سپاهان در مسابقات جام باشگاه‌های جهان در سال ۲۰۰۷ به عنوان اولین و تنها نماینده فوتبال ایران در این رقابت‌ها صورت گرفته است.
در طراحی این نشان تجاری از تلفیق آدمکی در حال پرش و عدد ۲۰۰۷ که صفرهای این نشان نماد رول‌های ورق شرکت فولاد مبارکه می‌باشد استفاده شده است. از این پس محصولات تولیدی و مشارکتی باشگاه فولاد مبارکه سپاهان با این نشان تجاری در بازار عرضه خواهد شد. 
نشان تجاری سپاهان اصفهان یک طرح گرافیکی است که برای نشان دادن برند باشگاه فولاد مبارکه سپاهان و همچنین برای نشان دادن تیمی که به نام سپاهان شناخته می شود استفاده می‌شود. این نشان تجاری در مراسمی به صورت رسمی در ۵ آبان‌ ۱۴۰۱ رونمایی شد و قرار است در فعالیت های بازاریابی و تبلیغاتی باشگاه مورد استفاده قرار گیرد.

## تاریخچه پیراهن های سپاهان
باشگاه فوتبال سپاهان در ابتدای تاسیس خود از رنگ های مختلفی نظیر سفید ، آبی ، زرد و ... استفاده مینمود ولی از ابتدای دهه هفتاد در بیشتر بازی های خود از لباس زرد رنگ استفاده مینمود . محمد یاوری برادر  محمود یاوری یکی از یکی از بازیکنان اسبق باشگاه سپاهان دلیل انتخاب رنگ زرد را برای سپاهان این گونه بیان کرد : "در سال ۵۳ و در کوران رقابت های جام تخت جمشید تیم سپاهان به آبادان سفر میکند ، عده ای از بازیکنان تیم برای خرید تی شرت به بازار آبادان میروند و بعد از خرید به هتل بر میگردند ، از آنجا که تعدادی از بازیکنان تی شرت هایی به رنگ زرد خرید کرده بودند بعد از بررسی تصمیم میگیرند که این رنگ را به عنوان رنگ اصلی تیم انتخاب نمایند ". 
البته در سال های بعد تیم سپاهان مجدد دست به تغییر رنگ لباس زد ولی هربار رنگ زرد را به عنوان رنگ اصلی تیم انتخاب مینمودند.
| ۱۳۵۲-۱۳۵۳ | ۱۳۵۳-۱۳۵۴ | ۱۳۵۴-۱۳۵۶ | ۱۳۵۷-۱۳۵۸ | ۱۳۵۹-۱۳۶۰ |

## نگارخانه

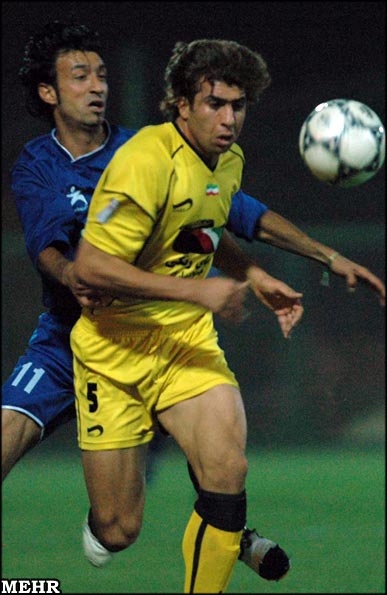
هادی عقیلی از پیشکسوت‌های سپاهان (لیگ پنجم خلیج فارس)

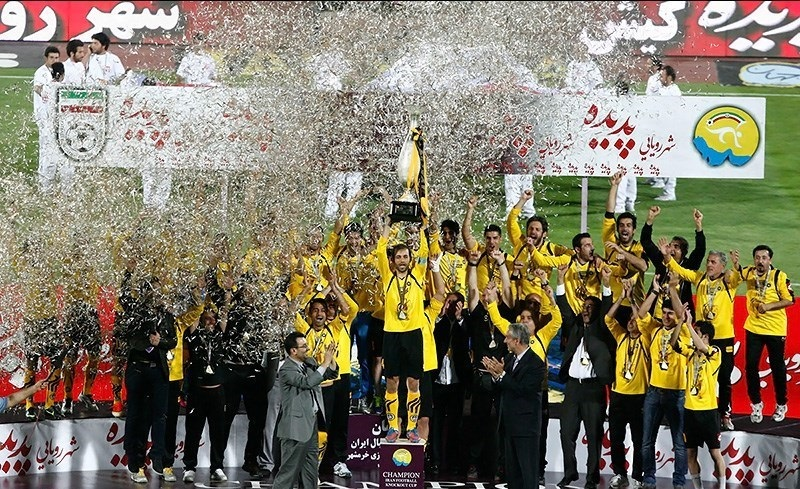
چهارمین جشن قهرمانی سپاهانی‌ها در جام حذفی ۹۲–۱۳۹۱

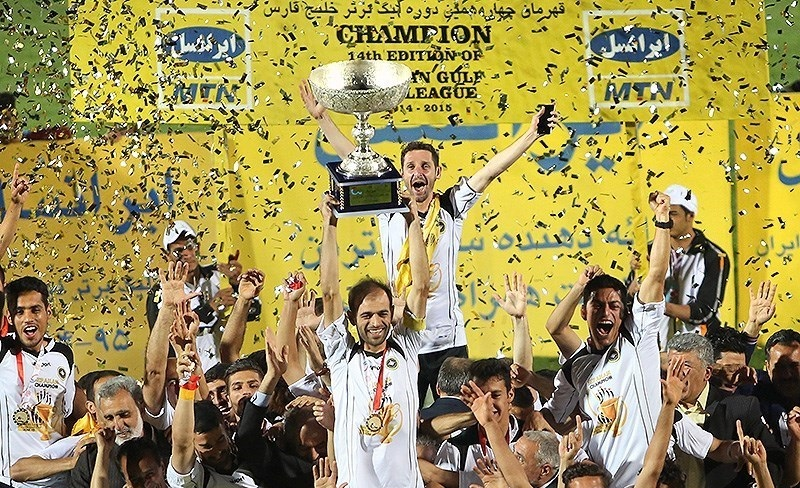
سپاهان پس از کسب پنجمین قهرمانی در لیگ برتر

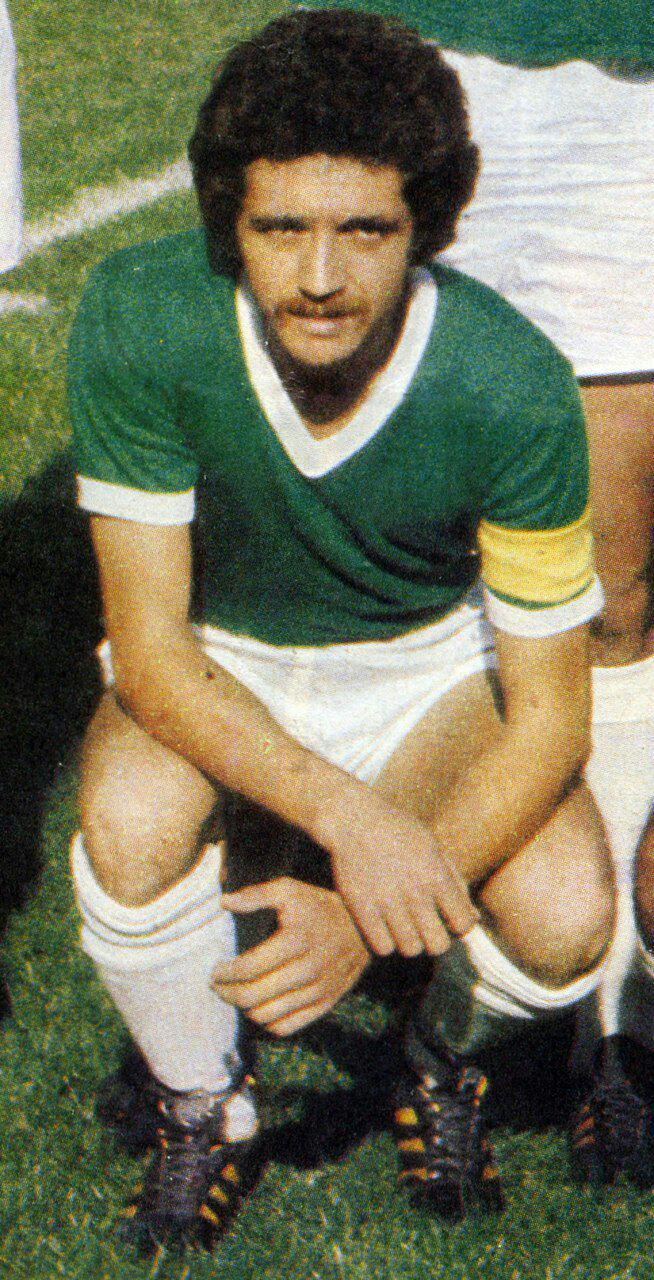
مسعود تابش از پیشکسوت‌های تیم فوتبال سپاهان

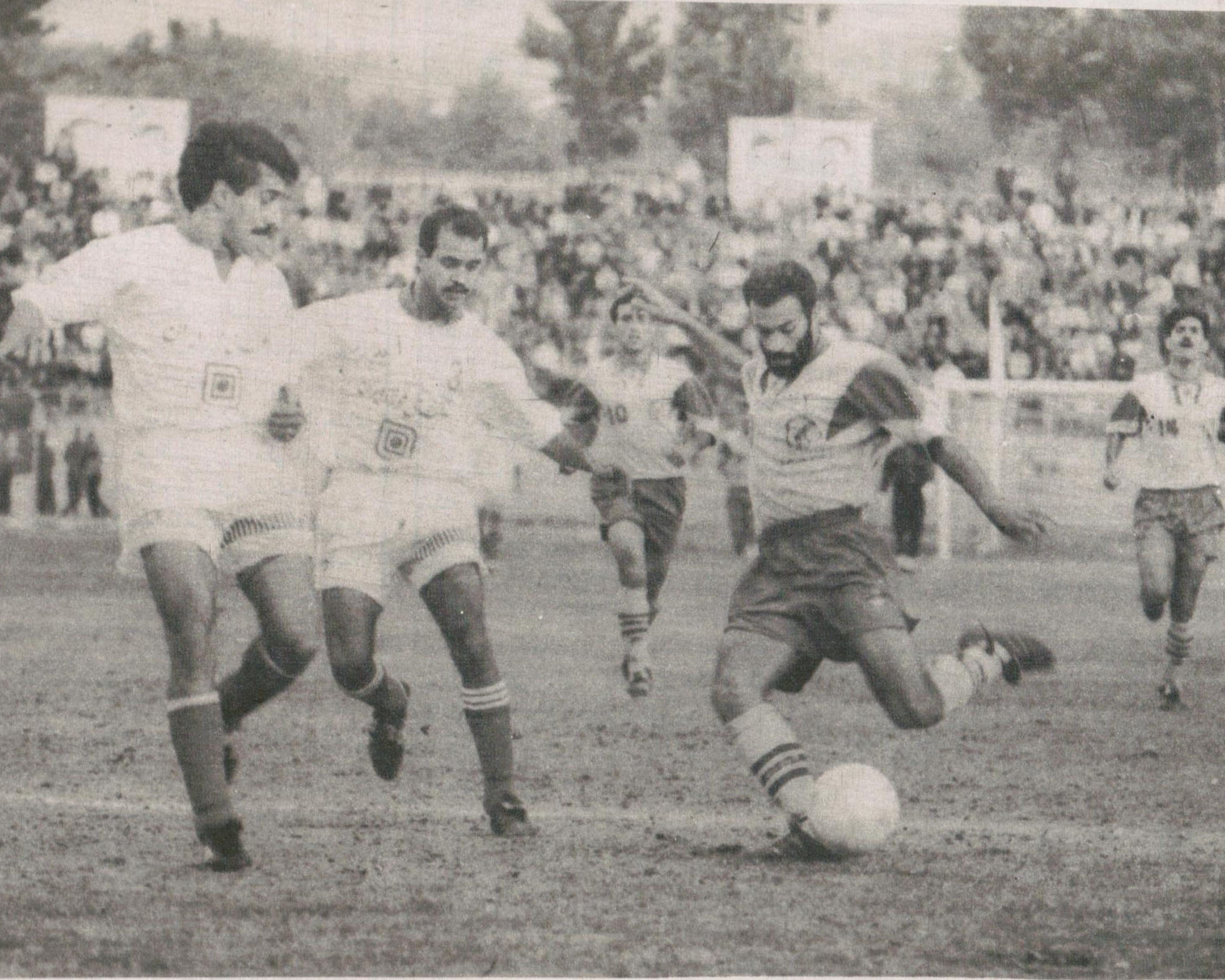
تصویری قدیمی از جدال سپاهان و پرسپولیس در سال ۱۳۷۵

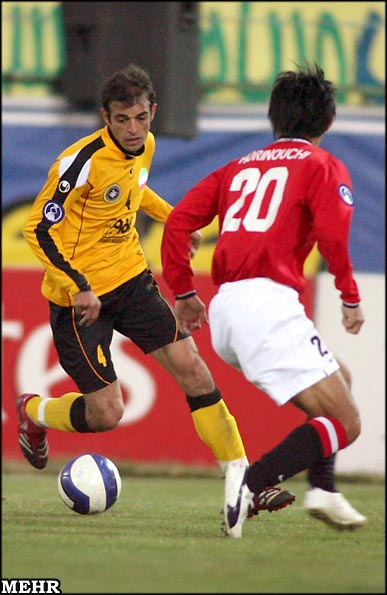
دیدار فینال لیگ قهرمانان آسیا بین باشگاه سپاهان اصفهان و اوراوا رد دایاموندز در اصفهان، ۱۶ آبان ۱۳۸۶

عکس تیمی قدیمی از شاهین (سپاهان) اصفهان

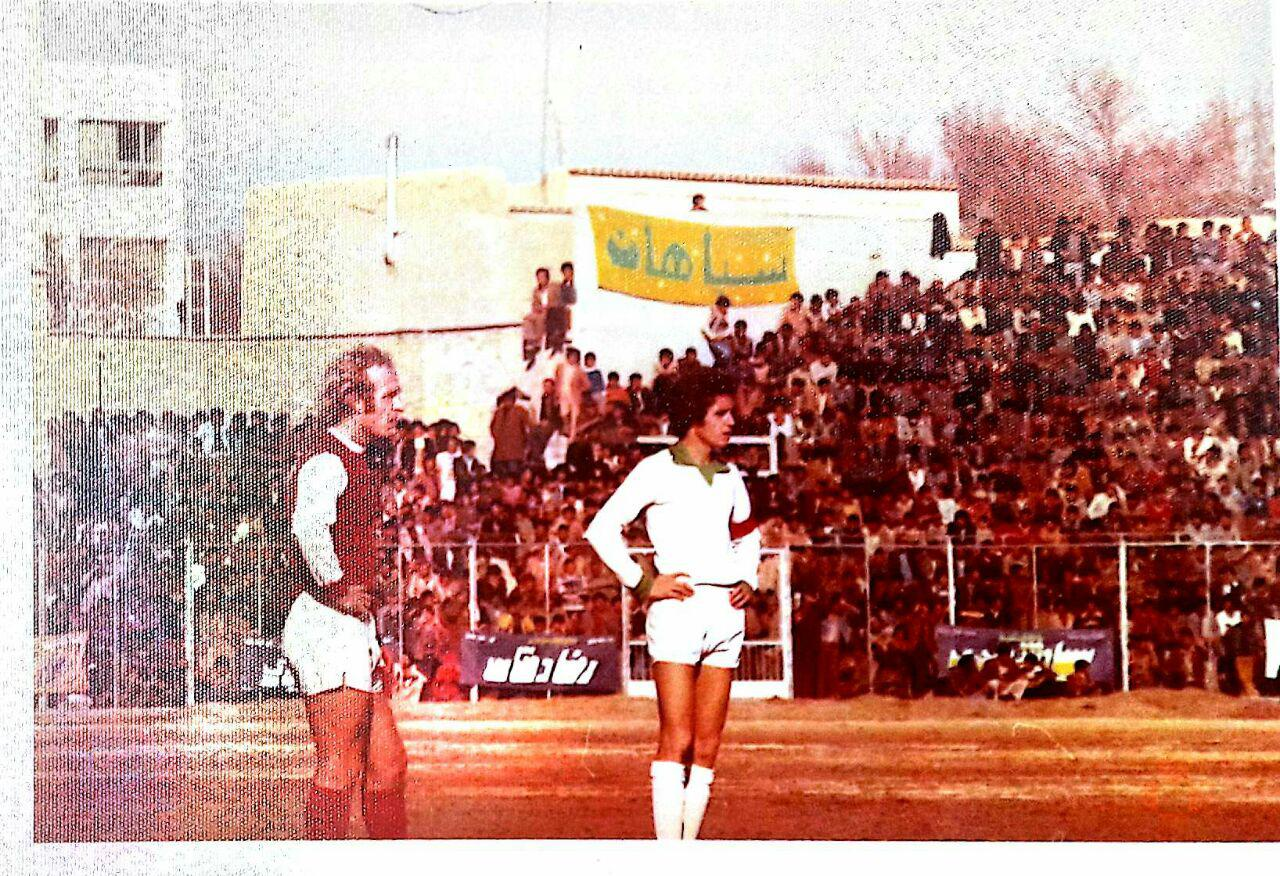
هماوردی سپاهان و پرسپولیس در دهه پنجاه. مسعود تابش (سمت راست) و آلن ویتل (سمت چپ) از بازیکنان قدیمی این دو تیم

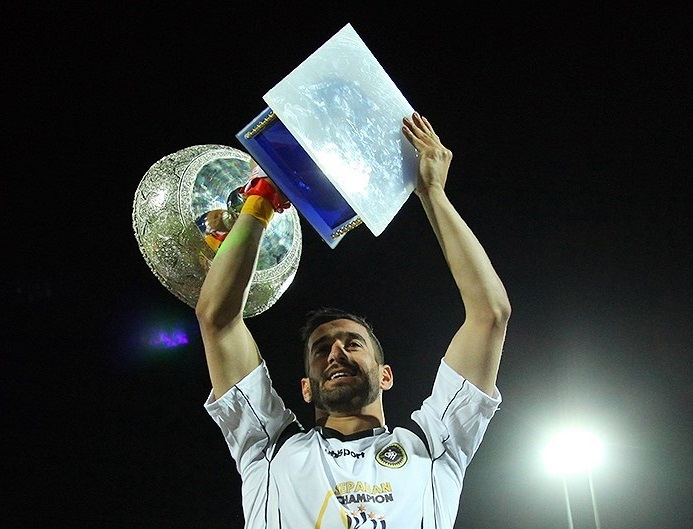
احسان حاج‌صفی و جام قهرمانی لیگ برتر خلیج فارس به همراه سپاهان در سال ۱۳۹۴

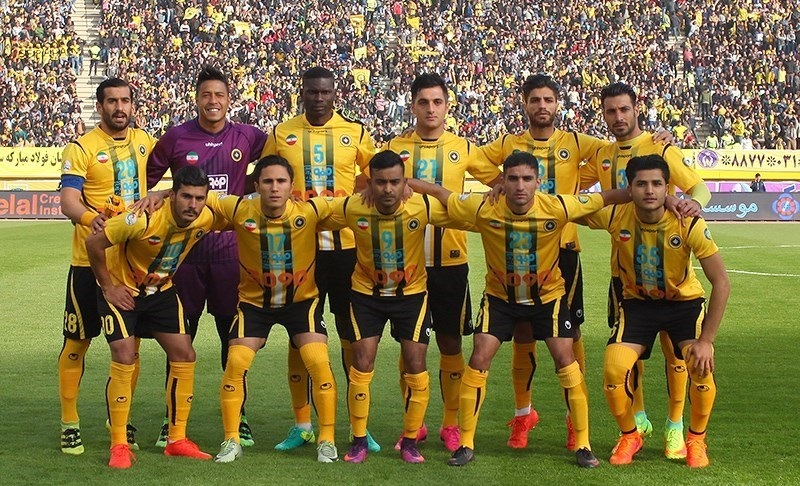
عکس تیمی سپاهان در سال ۲۰۱۶

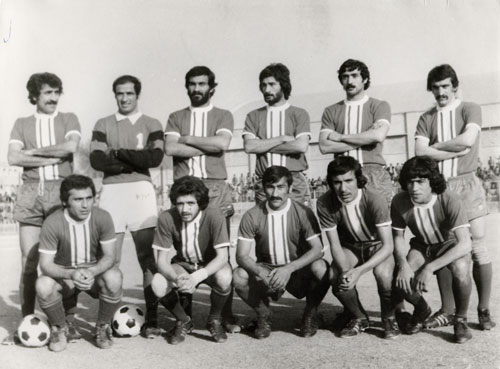
سپاهان در قدیم

## تولیدکنندگان پوشاک
| سال‌ها      | تولید کننده پیراهن |
| ۱۳۸۸–۱۳۸۶  | آل‌اشپورت           |
| ۱۳۹۲–۱۳۸۸  | لوتو               |
| ۱۳۹۴–۱۳۹۲  | آل‌اشپورت           |
| ۱۳۹۵–۱۳۹۴  | جوما               |
| ۱۳۹۶–۱۳۹۵  | آل‌اشپورت           |
| ۱۳۹۷–۱۳۹۶  | پیک                |
| ۱۳۹۸–۱۳۹۷  | استارت             |
| ۱۴۰۱–۱۳۹۸  | آل‌اشپورت           |
| ۱۴۰۲–۱۴۰۱  | مروژ               |
| اکنون–۱۴۰۲ | استارت             |